# جنگ دوم قره‌باغ
جنگ دوم قره‌باغ (به انگلیسی: Second Nagorno-Karabakh War) بخشی از مناقشه قره‌باغ است که از ۲۷ سپتامبر ۲۰۲۰ میان جمهوری‌های آذربایجان و ارمنستان آغاز شده است. هر دو طرف تلفاتی را گزارش کردند. سپس ارمنستان و جمهوری آرتساخ اعلام حکومت نظامی و بسیج عمومی کردند. جمهوری آذربایجان نیز اعلام حکومت نظامی کرد.
کشورهای مختلف و سازمان ملل این درگیری‌ها را محکوم کرده و خواستار کاهش تنش‌ها شده‌اند. در تاریخ ۱۰ اکتبر، با پیگیری روسیه و همکاری صلیب سرخ، بین دو کشور توافق آتش‌بس برقرار شد.
در ۹ نوامبر علی‌اف، پوتین و پاشینیان، روسای جمهور آذربایجان و روسیه و نخست‌وزیر ارمنستان، بیانیه مشترکی را امضاء کردند، که به‌موجب آن از ساعت ۰۰:۰۰ به وقت مسکو درگیری‌ها در قره‌باغ به پایان رسید و آتش‌بس کامل برقرار شد. متعاقباً، نیکول پاشینیان در یک پست فیسبوکی خبر از امضاء قرارداد صلح با جمهوری آذربایجان داد. آرائیک هاروتیونیان، رهبر جمهوری «آرتساخ» هم تن به پایان جنگ داد. این قرارداد صلح که ساعات اولیه ۱۰ نوامبر به امضاء طرفین رسید، ایجاب می‌کند که ارمنستان و آذربایجان اسرای جنگی و اجساد کشته شدگان را مبادله کنند. افزون بر این، نیروهای مسلح ارمنستان تا ۱ دسامبر به ترتیب از شهرستان‌های کلبجر، آغ‌دام و لاچین عقب‌نشینی خواهند کرد. حدود ۲ هزار نیروی حافظ صلح روسیه به فرماندهی سپهبد «رستم مرادوف» حداقل به مدت ۵ سال آینده برای حفظ امنیت دالان لاچین واقع در میان قره‌باغ کوهستانی و ارمنستان در آنجا مستقر خواهند شد. بنابر اطلاع جمهوری آذربایجان، نیروهای ترکیه نیز در فرایند صلح‌بانی حضور خواهند یافت. در توافق‌نامه همچنین اعلام شده است کریدوری در یک نوار سرزمین‌های کشور ارمنستان نزدیک به مرزهای ترکیه و ایران برای تردد اتباع آذربایجان به جمهوری خودمختار نخجوان ایجاد خواهد شد که نظارت و تضمین امنیت آن بر عهده نیروهای روسی خواهد بود.

## پیشینه
پس از دورهٔ نخست جنگ ایران و روسیه (۱۸۰۴–۱۸۱۳) و کمتر از یک سده از جدایی قفقاز برپایه پیمان‌نامهٔ گلستان (۱۸۱۳) و افزودن آن به خاک روسیهٔ تزاری، با روادید سردمداران نوین در ۱۵ نوامبر ۱۹۱۷ پس از خیزش بولشویکها در اکتبر همان سال، نخستین کنگرهٔ ارمنیان ناگورنو قره‌باغ در ۲۲ ژوئیه ۱۹۱۸ بخشبندی دیوان‌سالاری تازه‌ای را برنهاد که تا سال ۱۹۲۰ گردانندگان برپایهٔ قانون بومی همان کنگره کار خویش را دنبال نموده؛ با جمهوری مردمسالار آذربایجان به سرپرستی انگلستان همکاری نکردند و هر گونه دگرگونی در این رویکرد را وابسته به راهکار پایانی پیمان‌نامهٔ سازش پاریس دانستند. در میثاق جامعهٔ ملل دولت ارمنستان بر پایهٔ بند ۸۸ به‌گونهٔ دوژور (قانونی و رسمی) پذیرفته، و دولت آذربایجان با نگاه به آنکه تا پیش از پیوستن آن سرزمین به روسیه تزاری بخشی از سرزمین مغول و ایران بوده و دولت مستقلی نداشته است، تنها از سوی بریتانیا، فرانسه، ایتالیا و ژاپن آن هم به گونهٔ دوفاکتو (نه دوژور) پذیرفته‌شد گرچه آمریکا این شناسایی را هم نپذیرفت. همچنین در آن زمان دو سرپرست برای آذربایجان در میان بود؛ یکی دولت مساوات در گنجه که کمی پس از آن در آوریل ۱۹۲۰ برون‌مرزی شد و دیگری دولت بولشویک در باکو. دولت مساوات از پشتیبانی ترکیه برخوردار بود چنان‌که در ۱۹۱۸ باکو را با پشتگرمی سرراست به ترک‌ها دردست‌گرفت. افزون‌براین، جامعهٔ ملل ناسازگار با راهبرد مهار جنگ‌افزار به دولت ارمنستان برای انباشت آن به اندازهٔ نیاز روادید داد و به‌وارون همهٔ رویکردهایی که برای کاهش و مرزبندی ساخت و نگهداری جنگ‌افزار برپا کرده‌بود، در فراهم‌کردن جنگ‌افزار برای ایستادگی دربرابر دشمنانی که آن را دربرگرفته بودند آزاد دانست.
سرانجام در سال ۱۹۲۳ اتحاد جماهیر سوسیالیستی شوروی سرزمین کوهستانی قره‌باغ را استان خودگردان جمهوری آذربایجان خواند و تا فروپاشی شوروی (۱۹۹۱) این بخشبندی سازمانی کشوری پابرجا ماند.
این درگیری‌ها ناشی از اختلافات در مورد منطقه ناگورنو قره‌باغ است که قلمرو شناخته شده بین‌المللی آذربایجان توسط جامعه بین‌المللی است، این منطقه در حال حاضر توسط جمهوری آرتساخ اداره می‌شود.
اولین دوره جنگ قره‌باغ با امضاء قرارداد آتش‌بس بیشکک در سال ۱۹۹۴، به پایان رسید و قره‌باغ کوهستانی و شهرهای اطراف آن، اعم از آغ‌دام، جبرئیل، فضولی، کلبجر، قبادلی، لاچین و زنگلان که قلمرو شناخته شده بین‌المللی جمهوری آذربایجان از سوی جامعه بین‌المللی است، به تصرف ارمنستان درآمد. بنابر گزارش «آکادمی حقوق بین‌الملل بشردوستانه و حقوق بشر ژنو» در خصوص جنگها که در سال ۲۰۱۸ انتشار یافت، کشور ارمنستان نه‌تنها با حمایت تسلیحاتی، مالی، آموزش نظامی، و پشتیبانی عملیاتی از «جمهوری قره‌باغ» و نیروهای آن، بلکه با مشارکت در هماهنگی و کمک به برنامه‌ریزی کلی فعالیت‌های نظامی و شبه‌نظامی آن «کشور خودخوانده»، در قره‌باغ کوهستانی اعمال اقتدار می‌کند. در طول حدود ۳ دهه به مراتب آتش‌بس نقض شد، که از شدیدترین نمونه‌های آن‌ها می‌توان به درگیری‌های ۲۰۱۶ جمهوری آذربایجان و ارمنستان و درگیری مرزی ارمنستان و جمهوری آذربایجان در ژوئیه سال ۲۰۲۰ اشاره کرد.
آخرین مناقشه بین طرفین در سال ۲۰۱۶ به مدت چهار روز رخ داد که نیروهای نظامی جمهوری آذربایجان و ارمنی‌های جدایی طلب قره باغ کوهستانی بامداد روز شنبه ۷ اسفند (۲۵ فوریه)، در مرزهای شرقی این منطقه مناقشه خیز در اطراف فضولی (Fuzuli) و خوجاوند (به ارمنی: مارتونی) با یکدیگر درگیر شده‌اند و گزارش‌ها حاکی از کشته شدن پنج سرباز ارتش جمهوری آذربایجان است. نقض مرتب رژیم آتش‌بس در چند ماه اخیر و بعد از درگیری نظامی آوریل سال ۲۰۱۶ در منطقه، حاکی از آتش‌بس ناپایدار میان طرفین است، به طوری که لامبرتو زانیری دبیرکل سازمان امنیت و همکاری اروپا که مدیریت روند صلح در قره باغ به عهده این سازمان است، به تازگی در سخنانی در جلسه مجمع پارلمانی این سازمان از اوضاع جاری در منطقه مورد مناقشه قره باغ ابراز نگرانی کرده بود و خواستار یک تحرک جدی سیاسی در حل این بحران نظامی ـ امنیتی شده بود.
بعد از ۲۰۱۶، به دنبال نبردها و تبادل آتش‌های گاه‌گاهی، درگیری‌های شدیدی بین نیروهای دو کشور مجدداً در ماه ژوئیه سال ۲۰۲۰ در منطقه مرزی در «مؤسس» در استان تاووش در ارمنستان و روستای آق‌دام در شهرستان توووز در جمهوری آذربایجان به وقوع پیوست، که تلفاتی جانی از هر دو طرف در پی داشت.
در حین درگیری‌های مرزی در بین دو کشور هزاران نفر از مردم آذربایجان با تجمع در باکو، پایتخت این کشور، خواستار شروع جنگ برای بازپس‌گیری قره‌باغ شدند.
۲۳ ژوئیه ارمنستان با هدف تحلیل درگیری‌های ژوئیه، رزمایشهای مشترک پدافند هوایی با روسیه آغاز کرد. یک هفته بعد، جمهوری آذربایجان رزمایش‌های نظامی شروع کرد، که از ۲۹ ژوئیه تا ۱۰ اوت طول کشید. سپس، در اوایل ماه سپتامبر جمهوری آذربایجان و ترکیه مبادرت به برگزاری رزمایش نظامی مشترکی ورزیدند. رجب طیب اردوغان، رئیس‌جمهوری ترکیه، در حاشیه ۷۵- امین نشست مجمع عمومی سازمان ملل متحد با صدور بیانیهای بر تمامیت ارضی جمهوری آذربایجان و گرجستان تأکید کرد.

## روزشمار نبردها
نبردهای قره‌باغ ۴۴ روز طول کشید و از خط تماس شمال شرقی و جنوب شرقی در ۲۷ سپتامبر ۲۰۲۰ شروع شد و در ۱۱ نوامبر همان سال با وساطت روسیه خاتمه یافت.

### ۲۷ سپتامبر/ ۶ مهر

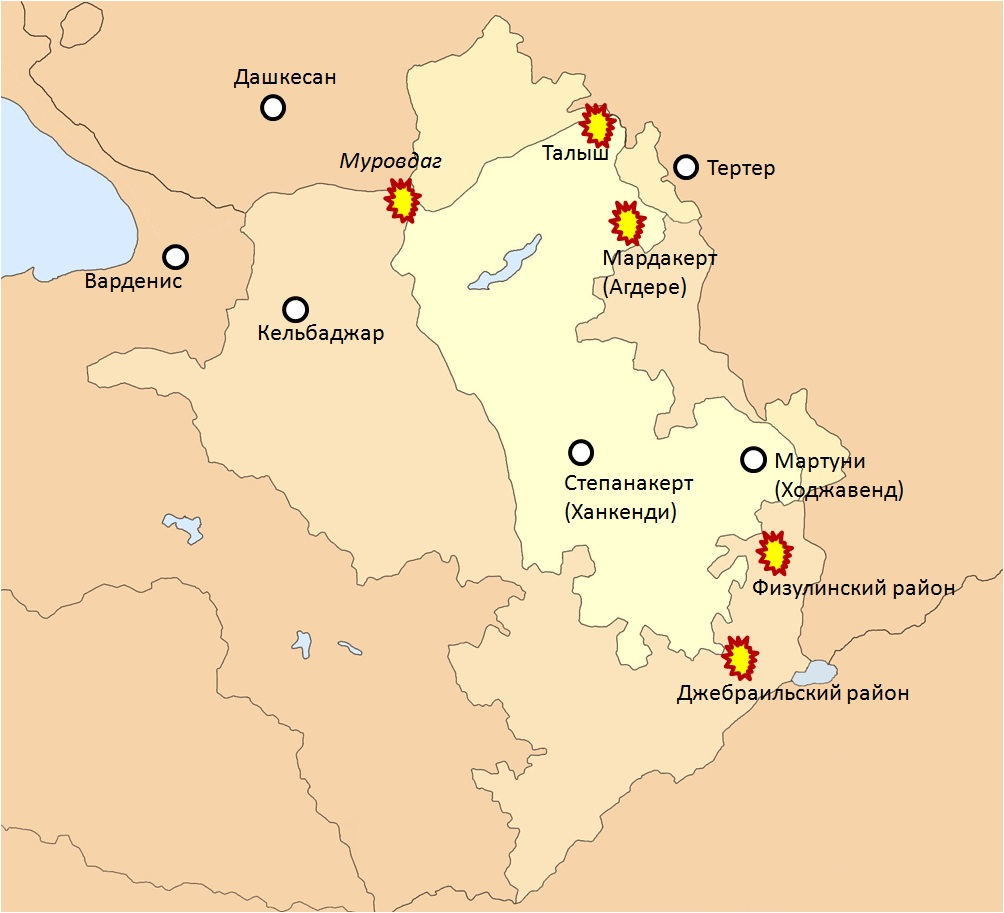
جایگاه درگیری‌ها در ۶–۷ مهرماه

درگیری‌های جاری در بامداد روز یکشنبه ۲۷ سپتامبر در خط تماس نیروهای مسلح جمهوری آذربایجان و نیروهای تدافعی جمهوری آرتساخ در منطقه قره‌باغ شروع شد و هر دو طرف یکدیگر را به آغاز درگیری‌ها متهم کردند. شوشان استپانیان سخنگوی وزارت دفاع ارمنستان در صفحه فیسبوک خود از تلفات جانی غیر نظامیان از گلوله‌باران مناطق مسکونی در جمهوری آرتساخ خبر داد. «از ساعت ۷:۱۰ صبح روز ۲۷ سپتامبر در اثر گلوله‌باران مناطق مسکونی جمهوری آرتساخ، در منطقه مارتونی یک زن و یک کودک کشته و دو نفر دیگر نیز زخمی شدند. آمار دیگر مناطق در دست بررسی است. مدارس نیز از جمله در استپاناکرت از این گلوله‌باران در امان نبوده‌اند».
گزارش‌ها همچنین حاکی است که رزمندگان ناگورنو قره‌باغ صبح روز یک‌شنبه ۲۷ سپتامبر، چهار بالگرد نظامی جمهوری آذربایجان را در این منطقه سرنگون کرده‌اند. وزارت دفاع ارمنستان نیز از نابود کردن ۱۵ هواپیمای بدون سرنشین و همچنین انهدام ۱۰ دستگاه تانک در این منطقه خبر داده است. به گفتهٔ دستیار رئیس‌جمهور آذربایجان، پهپادهای آفندی اسرائیلی نقش برجسته‌ای در این ستیزه داشته‌اند، ولی از بازگوی هر گونه دیدگاهی دربارهٔ گزارش فرود هواپیماهای ارتش در اسرائیل برای دریافت جنگ‌فزار خودداری نموده، آشکار بودن پیمان‌نامه‌های میان دو کشور را یادآور شد.
مقامات آذربایجانی اعلام کردند، که تقریباً صبح ساعت ۰۶:۰۰ به وقت محلی نیروهای مسلح ارمنستان دست به بمباران مواضع نیروهای مسلح جمهوری آذربایجان و مناطق مسکونی هم‌جوار در امتداد خط مقدم جبهه زدند. در بیانیه جمهوری آذربایجان عنوان شد، که ارمنستان حملات را شروع و آذربایجان در واکنش به این اقدام ضدحمله آغاز کرد. در ظهر آن روز الهام علی‌اف، رئیس‌جمهوری آذربایجان، در سخنرانی تلویزیونی خود اظهار داشت، که ارتش ارمنستان از صبح ۲۷ سپتامبر بابه‌کارگیری انواع مختلف جنگ‌افزارها از جمله یگان‌های توپخانه، مناطق مسکونی و مواضع ارتش جمهوری آذربایجان را بمباران کرد، که تعدادی کشته و زخمی بین نظامیان و غیرنظامیان برجای گذاشت.
وزارت دفاع جمهوری آذربایجان طی بیانیه‌ای، از انهدام تعداد زیادی از اماکن نظامی و تجهیزات نظامی و کشته شدن نیروهای ارمنستان، مستقر در خط مقدم جبهه و دفاع در عمق در حین ضدحمله‌ای خبر داد، که با استفاده از پرسنل ارتش، واحدهای توپخانه، تانک و موشک با پشتیبانی نیروی هوایی در جبهه و هواپیماهای بدون سرنشین انجام گرفت.
جمهوری آذربایجان در پی آغاز درگیری‌ها، وضعیت جنگی اعلام کرد و رفت‌وآمد در ساعات شب در باکو و برخی شهرهای مهم کشور محدود شد و همچنین از صبح تا عصر روز یکشنبه ۲۷ سپتامبر اینترنت در جمهوری آذربایجان در دسترس نبود و شامگاه یکشنبه نیز شبکه‌های اجتماعی از دسترس خارج شدند. همچنین در این میان جمهوری آذربایجان مدعی شده است که ارمنستان با آغاز حملات نظامی، دست به حملات سایبری گسترده علیه زیرساخت‌های اینترنتی این کشور زده است. با این وجود خبرگزاری‌های آذربایجان عصر روز یکشنبه همچنین از حمله سایبری به پایگاه‌های اینترنتی ارمنستان خبر داده و لیست ۹۰ پایگاه را که بیشتر دولتی و خبری هستند منتشر کردند که به گفته آن‌ها، هک شده‌اند.
به گزارش خبرگزاری وابسته به آذربایجان، نیکول پاشینیان نخست‌وزیر ارمنستان نیز در نخستین واکنش خود به آغاز دوبارهٔ درگیری‌ها، آذربایجان را به انجام حملات هوایی و توپخانه‌ای متهم کرد و گفته است که نیروهای ارمنستان در پاسخ، دو بالگرد و سه پهپاد آذربایجان را سرنگون کرده‌اند. در برابر، جمهوری آذربایجان با پذیرش سرنگونی تنها یک بالگرد ارتش خود، اعلام داشت خلبانها که توانستند بالگرد را به موقع در بخشهای در دست نیروهای آذربایجان بر زمین بنشانند، زنده ماندند.
بعدازظهر، وزارت دفاع آذربایجان بازپس‌گیری روستاهای قره‌خان بی‌لی، کاربند، هورادیز، عبدالرحمان‌لی بالا، عبدالرحمان‌لی پایین، بویوک مرجان‌لی و نوزگار را گزارش کرد.
در بیانیه وزارت دفاع آذربایجان در ساعت ۱۶:۲۹ آمد، که یک پادگان مستقر نیروهای مسلح ارمنستان در شهرستان آغ‌دره محاصره شده و طرف آذربایجان به خاطر اجتناب از کشته شدن تمام نظامیان این پادگان و به‌تبع آن افزایش تعداد تلفات جانی، به فرماندهی ارتش ارمنستان در این محور پیشنهاد داده است تا با خودداری از مقاومت، تسلیم شوند. این بیانیه اضافه کرد آذربایجان که با اسرای نظامی و غیرنظامی بر اساس حقوق بین‌الملل بشردوستانه و ضوابط کنوانسیون‌های ژنو رفتار خواهد کرد. بعد از مدتی این وزارتخانه بازپس‌گیری ارتفاعی راهبردی در رشته‌کوه مراوی را اعلام کرد. وزارت دفاع آذربایجان همچنین افزود، که بزرگراهی که شهر واردنیس کشور ارمنستان را به شهرستان آغ‌دره قره‌باغ کوهستانی متصل می‌کند و از اهمیت سوق‌الجیشی نظامی ویژه‌ای برخوردار می‌باشد، از نظر میدان شلیک موشک و توپخانه تحت کنترل دیداری قرار گرفت.
ارمنستان کشته شدن ۱۶ نیروی نظامی و زخمی شدن بیش از صد نفر را تأیید کرده و جمهوری آذربایجان تاکنون مرگ پنج غیرنظامی در منطقه «نفتالا» را گزارش داده است.

### ۲۸ سپتامبر/ ۷ مهر

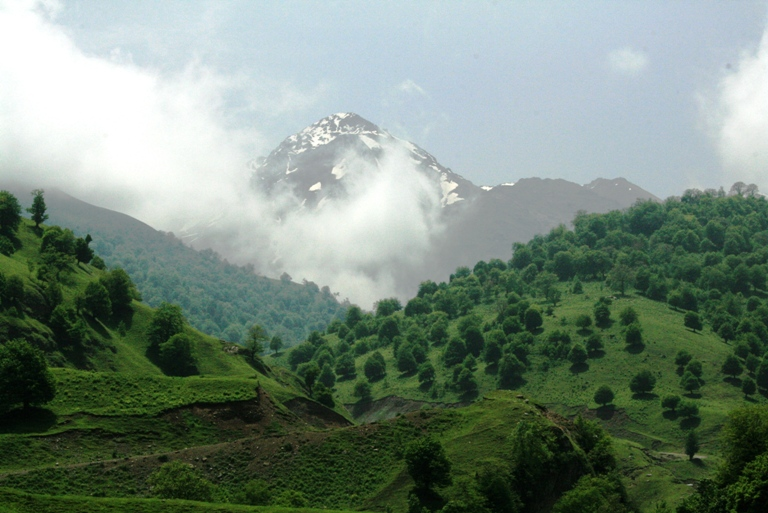
رشته‌کوه مراوی از رزمگاه‌های راهبردی

ارمنستان روز دوشنبه ۲۸ سپتامبر ترکیه را به پشتیبانی مستقیم نظامی از جمهوری آذربایجان در درگیری نظامی تازه بین دو جمهوری سابق شوروی بر سر منطقه ناگورنو قره‌باغ متهم کرد.
به گزارش خبرگزاری رویترز، وزارت خارجه ارمنستان در بیانیه‌ای گفت که ترکیه «حضور مستقیم در صحنه نبرد دارد و کارشناسان نظامی ترکیه دوشادوش نیروهای جمهوری آذربایجان می‌جنگند و از سلاح‌های ترکیه، از جمله هواپیماهای بدون سرنشین و هواپیماهای جنگی نیز استفاده می‌کنند». ترکیه دربارهٔ این اتهام توضیح روشنی نداده اما فیلم‌هایی در شبکه‌های اجتماعی منتشر شده که در آن به نظر می‌رسد پهپادهای ترکیه به اهداف ارمنستان حمله کرده‌اند.
به نوشته خبرگزاری روسی اینترفکس، آقای پاشینیان در نشست فوق‌العاده پارلمانی گفت: «موضوع به رسمیت شناختن ناگورنو قره‌باغ در دستور کار ما قرار دارد. ما باید بسیار جدی بحث کنیم که آیا این گام را برمی‌داریم یا خیر.» نیکول پاشینیان، نخست‌وزیر ارمنستان، نیز می‌گوید که جمهوری آذربایجان به اهداف غیرنظامی در منطقه مورد مناقشه ناگورنو قره‌باغ حمله کرده است.
همچنین الهام علی‌اف، رئیس‌جمهور آذربایجان، گفته امیدوار است «اشغال سی ساله» قره‌باغ به پایان برسد. روسیه خواستار آتش‌بس شده است و ترکیه گفته از آذربایجان حمایت می‌کند.
هر دو کشور یکدیگر را به آغاز حمله‌های مرزی متهم می‌کنند، ارمنستان می‌گوید آذربایجان حمله هوایی و توپخانه‌ای انجام داده است. آذربایجان می‌گوید که ارمنستان خط مرزی را گلوله‌باران کرده است. هر دو کشور می‌گویند در حمله طرف مقابل شهروندان غیرنظامی کشته شده‌اند.
شوشان استپانیان سخنگوی وزارت دفاع ارمنستان در صفحه فیسبوک خود نوشته است که نیروهای آذربایجانی یک حمله تانکی را در جهت جنوب شرقی جمهوری آرتساخ آغاز کرده‌اند که با جواب شدید یگان‌های تانکی ارتش تدافعی آرتساخ روبرو شده و ۱۰ تانک دیگر از دست داده‌اند.
وزارت دفاع جمهوری آذربایجان با صدور بیانیه ای مدعی حمله ارتش ارمنستان بابه‌کارگیری توپخانه و اسلحه‌های کالیبر بزرگ به مواضع نیروهای آذربایجان و مناطق مسکونی در امتداد خط مقدم جبهه قره‌باغ شده است. بنابر این بیانیه، در نتیجه این حمله تعدادی از نظامیان و غیرنظامیان این کشور کشته شدند.

### ۲۹ سپتامبر/ ۸ مهر

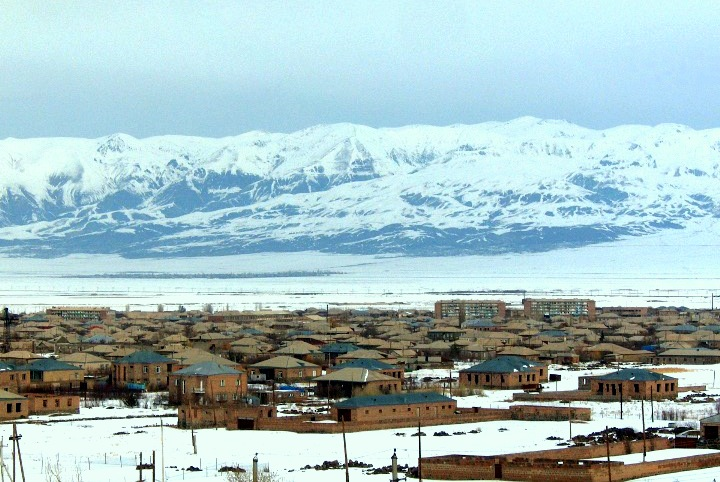

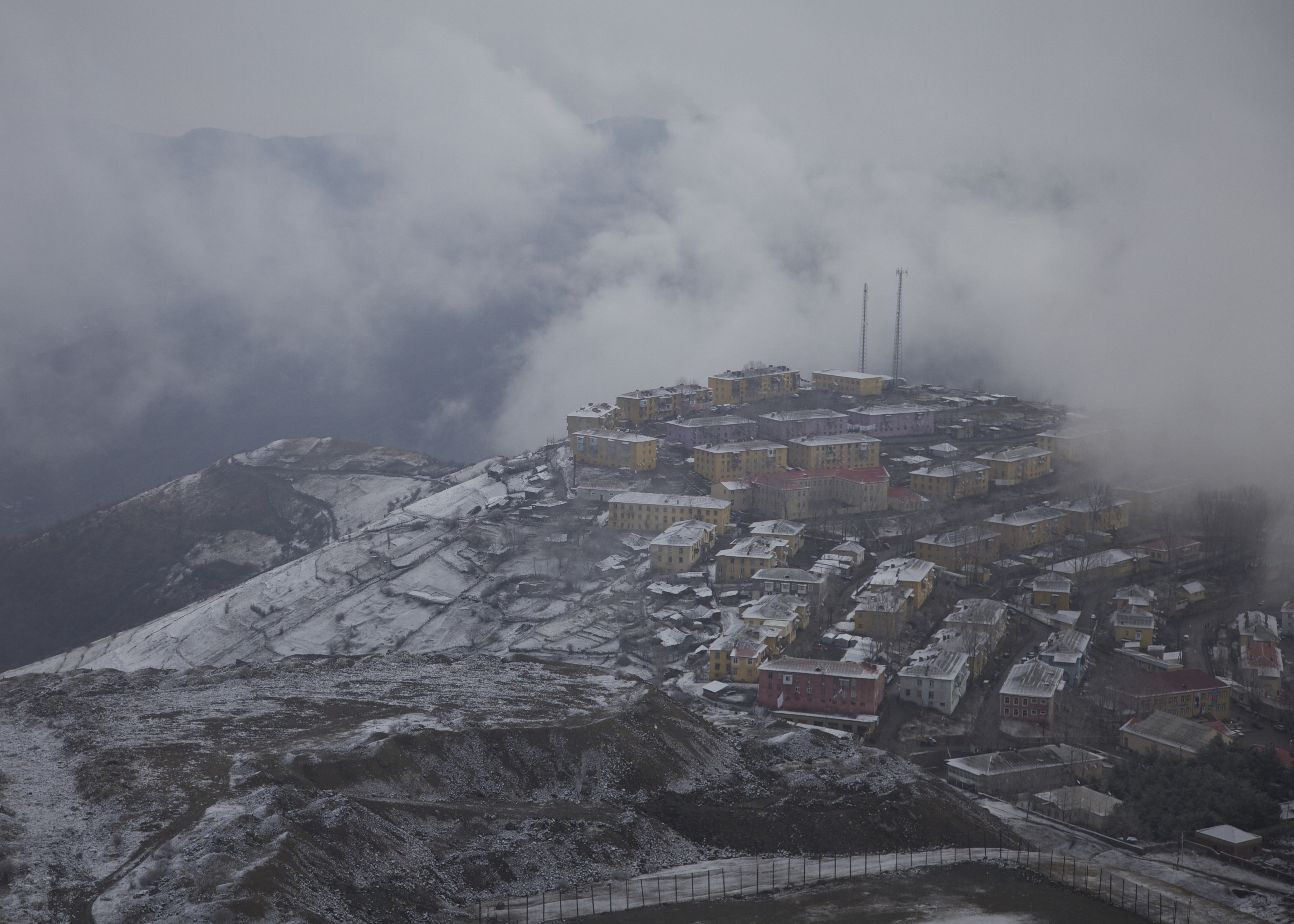
پیامدهای درگیریها دامن‌گیر واردنیس (در بالا) و داش‌کسن (در پایین) در استانهای مرزی آذربایجان و ارمنستان شد.

از سوی جمهوری آذربایجان گزارش‌هایی دربارهٔ آتش توپخانه برخاسته از ارمنستان به خاک آذربایجان شد، که وزیر خارجهٔ ارمنستان، این را بهانه‌تراشی برای کشاندن درگیریها به ارمنستان دانست.

### ۳۰ سپتامبر/ ۹ مهر
ایران یک پهپاد آذربایجانی را که بر فراز آسمان استان اردبیل دیده‌شده‌بود، سرنگون ساخت. این پدافند هوایی بر بلندیهای اصلان رخ داده است. به گفته سخنگوی وزارت دفاع ارمنستان، درگیریها شب‌هنگام با کاهش روبرو بوده، هرچند پیگیری شده است.

### ۱ اکتبر/ ۱۰ مهر
دو گزارشگر (یک خبرنگار و یک عکاس) روزنامهٔ لوموند در بمباران شهروندان عادی شهر مارتونی در آرتساخ به‌دست نیروهای ارتش جمهوری آذربایجان به‌سختی زخمی شدند. آنان سرگرم بررسی پیامدهای بمباران پیشین در شهر و گرفتن گزارش از مردم بومی دراین‌باره بودند که دچار این رخداد ناگوار شدند. در این بمباران چهار تن غیرنظامی کشته و یازده تن دیگر _که چهار تن از آن میان خبرنگار بودند_ زخمی شدند. یکی از دو خبرنگار فرانسوی را که آسیب سخت‌تری دیده بود برای انجام عمل جراحی به بیمارستان استپاناکرت پایتخت آرتساخ بردند. فرانسه گفته است که برای دو گزارشگر آسیب‌دیده خود هواپیما می‌فرستد.
به گزارش خبرگزاری آویا پرو به گفتهٔ بنگاه‌خبررسانی بولگاریا میلیتاری، نیروی هوایی آذربایجان یک جت جنگندهٔ خود را از دست داد. بر پایهٔ همین گزارش سامانهٔ پدافند هوایی ایران، هواپیمای جنگندهٔ یادشده را بی‌هشدار و درپی گذر از آسمان ایران نشانه رفته و هواپیمای نامبرده سرنگون شده است. منبع ایرانی در این باره چنین گفته است: «ما به علیوف هشدار داده‌بودیم. اکنون باکو یک هواپیما کمتر دارد.». به گفتهٔ رسانهٔ روسی این هوانورد یک بالگرد آفندی بوده که بر فراز ناگورنو قره‌باغ نشانه‌روی شده ولی از روی نزدیکی این رخداد با مرز ایران در خاک ایران سرنگون شده است. گویا تا این تاریخ ارتش آذربایجان ۹ هواپیمای خود را از دست داده است.
وزارت دفاع جمهوری آذربایجان ضمن تکذیب ادعاهایی مبنی بر سرنگونی جنگنده و بالگرد متعلق به ارتش این کشور و سقوط آن‌ها در خاک ایران، آن را کذب دانست.

### ۲ اکتبر / ۱۱ مهر
آرتسرون هوانیسیان، نماینده وزارت دفاع ارمنستان روز جمعه ۲ اکتبر خبر سرنگونی پنج هواپیمای دیگر و سه بالگرد نیروی هوایی آذربایجان را در صفحه فیسبوک خود داد.
به گزارش وزارت دفاع جمهوری آذربایجان، درگیری‌ها در مناطق مختلف جبهه جنگ در طول شب و صبح روز دوم اکتبر ادامه داشت و نیروهای مسلح جمهوری آذربایجان ارتفاعات راهبردی در «ماداغیس» (هم‌اکنون سوگووشان) در محور شهرستان آغ‌دره را بازپس‌گیری کردند. این در حالی بود، که «جمهوری آرتساخ» با صدور بیانیه‌ای وضعیت موجود در امتداد شب در جبهه را نسبتاً آرام خواند. در حدود ساعت ۹:۵۰ صبح وزارت دفاع آذربایجان از حمله شدید توپخانه ای نیروهای مسلح ارمنستان به روستاهای خندرستان، علی‌بیلی، احمد آقالی و صفرلی در شهرستان آغ‌دام و تلفات جانی و مجروحیت تعدادی غیرنظامی خبر داد. تقریباً ساعت ۱۱:۰۰ بود، که این وزارتخانه فیلم‌هایی از حمله به خودروهای زرهی و نظامیان ارمنستان را منتشر کرد. حدود ساعت ۱۲:۴۰، وزارت دفاع آذربایجان گفت که همزمان با اینکه ارتش ارمنستان منطقه مسکونی قوزان‌لی در شهرستان آق‌دام را از قره‌باغ کوهستانی هدف حمله موشکی قرار داد، ۱۰ فروند موشک کی‌ان ۲ پرتاب شده از قلمروی کشور ارمنستان نیز به روستای صابرکند در شمکور اصابت کرد. طی بیانیه بعدی، وزارت دفاع آذربایجان اعلام داشت، که نیروهای ارمنستان دارند روستاهای امیرلی در شهرستان بردع، قوزان‌لی، و آق‌دام در شهرستان تووز را بمباران می‌کنند. حدود ساعت ۱۴:۰۰ بود، که وزارت دفاع ارمنستان بمباران استپاناکرت توسط نیروهای مسلح آذربایجان را بیان کرد. حدوداً ۱ ساعت بعد، وزارت دفاع جمهوری آذربایجان فیلم‌هایی از نابودی تجهیزات و ادوات نظامی متعلق به ارتش ارمنستان را انتشار داد.
در دیگر بیانیه منتشره این وزارتخانه حوالی ساعت ۱۶:۴۰ آمد، که ارتش ارمنستان حمله توپخانه‌ای را به روستاهای «سیخ‌آرخ» در شهرستان ترتر و سوغان‌وردی‌لر در شهرستان بردع آغاز کرده است. تقریباً پس از یک ساعت، وزارت دفاع آذربایجان با پخش فیلم‌هایی از انهدام تجهیزات نظامی ارتش ارمنستان و پست کنترل میدانی خبر داد.

### ۳ اکتبر / ۱۲ مهر
در روز هفتم نبرد، شنبه سوم اکتبر، آرائیک هاراتونیان رئیس‌جمهور جمهوری آرتساخ به‌همراه یگانی از نیروهای ویژه رهسپار نبرد شد و در پیامی این خبر به آگاهی مردم رسانید.
باهمهٔ درخواست‌های جهانی برای آتش‌بس، نبرد میان نیروهای آذربایجان و ارمنستان در روز شنبه ۳ اکتبر در کارزار ناگورنو قره باغ سرسختانه پیگیری شد. رهبران آرتساخ امروز هشدار دادند که «واپسین نبرد» برای آزادی این سرزمین آغاز شده است. امانوئل ماکرون، رئیس‌جمهور فرانسه شامگاه جمعه در گفتگوی تلفنی با نخست‌وزیر ارمنستان و رئیس‌جمهوری آذربایجان، با پیشنهاد میانجیگری خواستار از سرگیری گفتگوها میان دوسوی درگیر شد.
وزارت دفاع جمهوری آذربایجان وضع حاکم بر امتداد خط مقدم جبهه را پرتنش ارزیابی کرد، در حالی که وزارت دفاع ارمنستان درگیری‌های شدیدی در جهت شمال و جنوب جبهه را گزارش کرد. حدود ساعت ۱۰:۴۰، وزارت دفاع جمهوری آذربایجان خبری مبنی بر حمله شدید توپخانه‌ای نیروهای ارمنستان به روستاهای سهل‌آباد، قاضیان، «قاپانلی»، قایناق، اسکی‌پاره و حسین‌لی در شهرستان ترتر به همراه مرکز این شهرستان، روستاهای آیاق قروند، امام‌قلی بی‌لی، قره‌داغ‌لی، تازه‌کند در شهرستان آق‌دام، و همچنین دهات مغان‌لی، قیام‌الدین‌لی و رنجبرلر در شهرستان آغجابدیع همزمان با تاپ قراقویونلو در شهرستان گورانبوی در طول شب گذشته منتشر کرد. در ساعت حدود ۱۹:۴۰ الهام علی‌اف، رئیس جمهوری آذربایجان، بازپس‌گیری منطقه مسکونی ماداغیس (سوگووشان) از سوی ارتش آذربایجان را اعلام کرد. اما شوشان استپانیان، سخنگوی وزارت دفاع ارمنستان، واهرام بوقوسیان و آرتسرون هوهانیسیان این خبر را تکذیب کردند. الهام علی‌اف، همچنین از بازپس‌گیری منطقه مسکونی تالیش در شهرستان ترتر، روستاهای مهدی‌لی، چاخیرلی، مارالیان پایین، شی‌بی و قویجاق در شهرستان جبراییل و عبدالرحمان‌لی پایین در شهرستان فضولی توسط نیروهای مسلح جمهوری آذربایجان خبر داد. شوشان استپانیان، سخنگوی وزارت دفاع ارمنستان در صفحه فیس بوک خود نوشته است که مقامات ترک و آذری در توییتی می‌نویسند که ارتش آذربایجان منطقه جبرییل را به دست خود گرفته‌اند. وی در این گزارش اعلام نمود که این اطلاعات دور از واقعیت است و بزودی فیلمی از فرار نیروهای آذری از ماتاقیس منتشر خواهد کرد. خبرهای منتشرشده توسط دولت آذربایجان مبنی بر باز پس‌گیری این مناطق از سوی واهرام بوقوسیان، سخنگوی رئیس‌جمهوری آرتساخ و آرتسرون هوهانیسیان تکذیب شده است.
همچنین به گزارش آرتسرون هوانیسیان، نماینده وزارت دفاع ارمنستان، روز شنبه دو فروند دیگر هواپیمای آذربایجانی در این رزمگاه نابود شدند. واقف درگاهلی، رئیس سرویس مطبوعاتی وزارت دفاع جمهوری آذربایجان، ضمن تکذیب این خبر گفت، که تاکنون هیچ هواپیمای نیروهای هوایی جمهوری آذربایجان توسط ارمنستان سرنگون نشده است.
شوشان استپانیان سخنگوی وزارت دفاع ارمنستان خبر داد که ارتش آرتساخ گروه بزرگی از تجهیزات رزمی و خودروهای زرهی و ارتشیان دشمن را که آماده حمله بودند نابود کرده است.
وزارت دفاع ارمنستان در گزارشی دربارهٔ آسیب‌های جانی و جنگ‌افزاری جمهوری آذربایجان، از کشته شدن ۲۷۴۵ سرباز این کشور از روز نخست درگیری‌ها در قره‌باغ خبر داد. نیز به‌آگاهی‌رساند که تا ساعت ۲۲:۰۰ شب گذشته، ارتش ارمنی ۴ راکت انداز سمرچ، ۱۴ هواپیمای ارتشی، ۳۵۵ تانک و خودروی زرهی، ۱۴ بالگرد، ۱۲۳ پهپاد ارتش جمهوری آذربایجان را در نبرد نابود کرده است.

### ۴ اکتبر / ۱۳ مهر
«واهرام پوقوسیان» سخنگوی رئیس‌جمهور آرتساخ در خبری در صفحه فیس بوک خود نوشته که رزمندگان ارمنی فرودگاه ارتشی شهر گنجه را ویران کرده‌اند. این خبر از سوی وزارت دفاع جمهوری آذربایجان تکذیب شد. وزارت امور خارجه جمهوری آذربایجان نیز با صدور بیانیه‌ای گفت، که ارتش ارمنستان از قره‌باغ کوهستانی مناطق مسکونی را در شهر گنجه هدف حمله موشکی قرار داده که بر اثر آن چندین خانه و ساختمان تاریخی آسیب جدی دیده، ۱ غیرنظامی کشته و ۴ تن دیگر، از جمله یک شهروند ارمنی‌تبار جمهوری آذربایجان مجروح شده‌اند. پایگاه اطلاع‌رسانی این وزارتخانه ضمن اینکه هدف قرار هدفمند غیرنظامیان را نقض فاحش اصول حقوق بین‌الملل دانست، گفت که از طریق سازمان‌های بین‌المللی مختلفی هشدارهایی در این زمینه به طرف ارمنستان داده شده، ولی حملات این کشور به مناطق مسکونی ادامه دارد و آذربایجان اقدام‌های لازم را در راستای حفاظت از غیرنظامیان انجام خواهد داد. پیش‌تر «آرائیک هاروتیونیان» رئیس‌جمهور آرتساخ در صفحه فیس بوک خود از مردم آذربایجان درخواست کرد تا هرچه‌زودتر از شهرهای بزرگ بیرون‌بروند.
حکمت حاجی‌اف، دستیار رئیس‌جمهوری آذربایجان، در واکنش به هدف قرار دادن گنجه گفت که «هدف قرار دادن مناطق مسکونی جزوی از سیاست‌های اشغال گرایانه ریاست ارمنستان است، که ۳۰ سال است ادامه دارد». او همچنین افزود، که آرائیک هاروتیونیان، بر اثر آتش‌های نقطه سنج نیروهای آذربایجان به شدت زخمی شده است. این گفته توسط آرتساخ تکذیب شد. حدود نیم‌ساعت بعد، وزیر دفاع آذربایجان از تخریب آتش پشتیبان، واحدهای زرهی و لجستیک ارمنستان منتشر نمود.
حاجی‌اف ضمن اعلام خبر حمله به شهر گنجه از «خاک ارمنستان» عکسی از سربازی همراه با نشانه ای ارتش ترکیه منتشر کرد اما فوراً این عکس را حذف کرده و با منتشر عکس دیگری نوشت که نیروهای مسلح آذربایجان در رزمایشات مشترک شرکت دارند لیکن، طرف ارمنی، اعلام نموده است اسکرین شات خبر اولیه منتشرشده توسط حاجی‌اف را در اختیار دارد. اما حکمت حاجی‌اف با انتشار پستی در حساب کاربری خود در تویتر، این ادعاها را مضحک دانست و افزود که دستگاه تبلیغاتی ارمنستان در این اواخر در تلاش است هر کسی را که می‌بیند، به عنوان ترکیهای بگرند. او نوشت، که فردی که ارمنستان «سرباز اهل ترکیه» قلمداد کرد، کارمند نیروی امدادی وزارت حوادث غیرمترقبه جمهوری آذربایجان بود، که پس از حمله موشکی ارتش ارمنستان برای کمک‌رسانی در محل حاضر بود.
در همین روز در نتیجه فعالیت‌های نظامی ارتش تدافعی آرتساخ، فرودگاه نظامی گنجه نابود شده است. این ادعای ارمنستان از سوی وزارت دفاع جمهوری آذربایجان تکذیب شد. بیانیه این وزارتخانه حکایت از آن داشت، که در نتیجه شلیک چند فروند موشک توسط نظامیان ارمنستان، غیر نظامیان، زیرساختهای غیرنظامی و تعدادی بناهای تاریخی آسیب دیده است.
در روز ۴ اکتبر در یک مصاحبه مطبوعاتی آرتسرون هوهانیسیان اعلام نمود که ۴۰۰ نفر نظامی، غیرنظامی و تروریست توسط نیروهای تدافعی آرتساخ در خط تماس کشته و ۷۰۰ تن نیز مجروح شده‌اند و ۱۳ خودروی زرهی، ۳ هواپیمای نظامی و ۱ هواپیمای بی‌سرنشین منهدم شده است.
واهرام بوقوسیان، سخنگوی رئیس‌جمهوری آرتساخ اعلام نمود که در نتیجه بمباران استپاناکرت و شوشی دو شهر جمهوری آرتساخ توسط نیروهای مسلح آذربایجانی تعدادی از غیرنظامیان این دو شهر کشته و مجروح شده‌اند
آرتسرون هوانیسیان اعلام نمودید که در روزهای اخیر گزارش‌های نادرست در سطح وسیع از سوی مقامات بلندپایه آذربایجانی از جمله الهام علی اف و خانواده اش منتشر می‌شود و همچنین هوهانیسیان.
کانادا اعلام کرده است در مورد استفاده ارتش جمهوری آذربایجان از سلاح‌های ساخت این کشور تحقیق خواهد کرد جاستین ترودو نخست‌وزیر کانادا اعلام کرده است: خبرهایی به ما رسیده که ارتش جمهوری آذربایجان از فناوری پهپادی که کانادا در اختیار ترکیه قرار داده، علیه دشمن خود در جبهه ارمنستان استفاده می‌کند؛ لازم است که ما در این مورد تحقیق کنیم.
شنب شنبه گروه‌های حقوق بشری ارمنی-آمریکایی با حمل پرچم ارمنستان اقدام به مسدود نمودن بزرگراه ۱۰۱ کالیفرنیا در هر دو جهت ترافیکی نمودند و همچنین در مقابل ساختمان شبکه سی ان ان در بولوار سانست و بولوار کاهنگا اقدام به برپایی تظاهرات نمودند و از رسانه‌ها درخواست نمودند تا در مورد تجاوزهای در حال وقوع جمهوری آذربایجان و ترکیه ساکت نماند.
حدود ساعت ۱۶:۰۰ وزارت دفاع جمهوری آذربایجان از حمله توپخانه‌ای نظامیان ارمنستان به مناطق مسکونی ساریجالی در شهرستان آغجابدیع، بهارلی، چراغلی و اوچ اوغلان در شهرستان آق‌دام، و شاه‌ولی‌لر در شهرستان بردع خبر داد. تقریباً پس از ۴۰ دقیقه، الهام علی‌اف، رئیس‌جمهوری آذربایجان، در پیامی توئیتری نوشت که ارتش جمهوری آذربایجان امروز در طی نبردها، همراه با مرکز شهرستان استراتژیک جبرائیل، در جنوب منطقه قره‌باغ، روستاهای کارخولو، شیوکیوربیلی، مارالیان بالا، چره‌کن، داش‌کسن، هورولو، محمودلو، جعفرآباد و دجل آن ناحیه را بازپس‌گرفت.
حوالی ساعت ۲۲:۴۰، وزارت دفاع آذربایجان بیان داشت، که نیروهای ارمنستان حمله موشکی به شهرستان ترتر، و شهر مینگه‌چویر، محل قرارگیری نیروگاه برق و مخزن سدی که ارمنستان آن را یکی از اهداف نظامی محسوب می‌کند، انجام داد.
حدوداً یک ساعت بعد، نهاد ریاست جمهوری آذربایجان شلیک دو فروند موشک میان‌برد از سوی ارمنستان به شهرستان‌های خیزی و آبشرون آذربایجان را گزارش کرد.

### ۵ اکتبر / ۱۴ مهر
وزارت دفاع ارمنستان بیانیه رهبری جمهوری آذربایجان مبنی بر ادعای حمله از قلمروی جمهوری ارمنستان به سمت مینگه‌چویر را به صورت رسمی تکذیب کرد. تقریباً در ساعت ۱۰:۰۰، وزارت دفاع جمهوری آذربایجان با اتشار فیلم ضبط شده راداری، گفت که موشکها دارند از شهر جرموک، شهرک کاپان و شهر برد کشور ارمنستان شلیک می‌شوند. چند ساعت بعد وزارت دفاع آذربایجان حملات نظامیان ارمنستان به شهرهای بیلقان، بردع و ترتر را گزارش کرد.
در ساعت بعد از ظهر همان روز، وزارت دفاع آذربایجان از حمله نیروهای ارمنستان به شهرک هورادیز و شهرستان ترتر، و نیز روستاهایی در شهرستان‌های ترتر، آغجابدیع، گورانبوی و گوی‌گول خبر داد. سپس، حکمت حاجی‌اف، دستیار رئیس‌جمهوری آذربایجان در بیانیه گفت که شهرهای گنجه بردع و بیلقان جمهوری آذربایجان مورد حمله موشکی ارتش ارمنستان قرار گرفته است. حدوداً در ساعت ۱۶:۵۰ وزارت دفاع آذربایجان حمله جدید نظامیان ارمنستان به شهرستان آغجابدیع و شهر بیلقان را گزارش کرد.
تقریباً ساعت ۱۸:۰۰ بود، که این وزارتخانه طی بیانیهای اعلام کرد، که تمام سربازان، افسران و رانندگان گردان ۳ هنگ ۱ موتوریزه ارتش ارمنستان در شهرستان خوجاوند تمام جنگ‌افزارها و خودروهای نظامی خود را در موضع خود رها کرده و اقدام به فرار از میدان جنگ کرده‌اند. حوالی ساعت ۲۰:۰ وزارت دفاع آذربایجان حمله جدید ارتش ارمنستان به شهر گنجه را گزارش کرد. پس از مدتی، الهام علی‌اف، رئیس‌جمهوری آذربایجان از بازپس‌گیری روستاهای شیخ‌علی‌آقالی، ساریجالی و مزرعه در شهرستان جبراییل خبر داد. متعاقباً نیروهای ارمنستان از آنچه را که عقب‌نشینی تاکتیکی از برخی مواضع خواندند، خبر دادند.
وزارت امور خارجه ارمنستان معتقد است که: «جمهوری آذربایجان در حال آماده‌سازی زمینه برای تشدید درگیری از طریق کارزار ارایه اطلاعات جعلی و نادرست است». آنا ناقدلیان سخنگوی وزارت امور خارجه ارمنستان اظهار داشته است که جمهوری آذربایجان قصد دارد «خبر شلیک‌های گسترده به سوی شهرک‌های مسکونی مستقر در جمهوری آرتساخ» را که توسط نیروهای مسلح آذربایجان انجام شده است را از طریق «فعالیت اطلاعاتی نادرست» بپوشاند.
خبرگزاری فارس به نقل از سخنگوی وزارت خارجه ایران: «جمهوری اسلامی ایران طرحی را آماده کرده است که با مشورت با هر دو طرف موضوع یعنی جمهوری آذربایجان و ارمنستان و دولت‌های منطقه و همسایگان ما، پیگیری خواهد شد… امیدواریم دو طرف با رسالت تاریخی خود از ادامه جنگ و خشونت اجتناب کنند.» وی همچنین گفت که «ضمن احترام به تمامیت ارضی آذربایجان و خروج نیروها از شهرهای اشغالی، تأکید می‌کنیم باید هر چه زودتر توقف درگیری‌های نظامی رخ دهد برای آغاز گفتگوهای سیاسی و زمان‌دار بین دو طرف و جمهوری اسلامی ایران آماده است تمامی مساعی جمیله خود را به کار ببرد.»

### ۶ اکتبر / ۱۵ مهر
درگیری، با شدت متغیر، بین دوطرف تا پاسی از شب ادامه یافت. وزیر دفاع آذربایجان گفت که نیروهای کشورش در تمامی جبهه‌ها برتری عملیاتی و نظامی داشته است. وزیر دفاع ارمنستان گفت که شرایط پایدار و سطح درگیری شدید است.
وزارت دفاع آذربایجان همچنین گفت که نیروهای آذربایجان با آتش دقیق، یک انبار تسلیحات متعلق به ارتش ارمنستان، واقع در «بالیجا» را منهدم کردند و فیلمی از نابودی جنگ‌افزارها و ادوات جنگی ارمنستان پخش کرد. در ساعات بعد از ظهر همان روز وزارت حوادث غیرمترقبه جمهوری آذربایجان حمله توپخانهای و موشکی نیروهای ارمنستان به مناطق مسکونی متراکم در جمهوری آذربایجان را مخابره نمود، که بر اثر آن یک مدرسه در شهرستان آغ‌دام تخریب شد، یک خودرو آتش‌نشانی آسیب و یک آتش‌نشان جراحات دید. در بیانیه منتشره وزارت دفاع آذربایجان حدود ساعت ۱۹:۰۰ آمد، که ارتش ارمنستان دارد شهرستان‌های یولاخ و بیلقان را بمباران می‌کند. حوالی ساعت ۲۲:۳۰ بود، که دادستانی کل جمهوری آذربایجان حمله نیروهای ارمنستان به خط لوله باکو-تفلیس-جیحان را گزارش کرد، که توسط ارتش آذربایجان خنثی شده است.
به دلیل درگیری، یوفا اعلام کرد که مسابقات خانگی ارمنستان و آذربایجان در لیگ C لیگ ملت‌های اروپا ۲۱–۲۰۲۰، دیگر در این کشورها برگزار نمی‌شود. در عوض ارمنستان بازی «خانگی» تعیین شده خود را در شهر تیخی لهستان انجام می‌دهد، در حالی که آذربایجان در شهر الباسان آلبانی، بازی خواهد کرد.

### ۷ اکتبر / ۱۶ مهر
بنابر وزارت دفاع جمهوری آذربایجان، در شب گذشته درگیری‌ها در امتداد خط مقدم جبهه جنگ ادامه یافت. حدود ساعت ۱۰:۰۰ صبح، وزارتخانه یادشده گفت، که شهرستان جبرئیل تحت کنترل کامل نیروهای مسلح جمهوری آذربایجان قرار دارد. در بیانیهٔ بعدی این وزارتخانه تصاویری از حضور نیروهای آذربایجانی در روستای «شیوکیوربیلی» شهرستان جبرئیل منتشر شد. با گذشت نیم ساعت، وزارت دفاع آذربایجان از بمباران روستاهایی در شهرستان‌های ترتر، بردع، آغ‌دام، فضولی و جبرئیل در جمهوری آذربایجان توسط ارتش ارمنستان خبر داد. در بیانیه این وزارتخانه که حدود ساعت ۱۱:۵۱ انتشار یافت، آمد که ارتش آذربایجان در برخی جهات جبهه پیشروی کرده و کنترل پایگاه‌های نظامی جدید مربوط به نیروهای مسلح ارمنستان را در دست گرفت.

### ۸ اکتبر / ۱۷ مهر
به گزارش وزارت دفاع جمهوری آذربایجان، از صبح نیروهای ارمنستان شهرستان‌های گورانبوی، ترتر، بردع، آغجابدیع و نیز مرکز شهرستان بردع را مورد حمله قرار می‌دهد.
حدود ظهر همان روز نهاد ریاست جمهوری آذربایجان از حمله موشکی ارتش ارمنستان به شهر گنجه، شهرستان‌های بردع و ترتر و چند شهرستان دیگر با استفاده از راکت‌های «اسمرچ» خبر داد. بیانیه وزارت دفاع جمهوری آذربایجان، که حوالی ساعت ۱۳:۰۰ به انتشار رسید، حکایت از هدف قرارگیری شهرستان بردع از سوی نیروهای ارمنستان با موشک کوتاه برد کی‌ان ۲ داشت. بعد از مدتی این وزارتخانه گفت که ارتش ارمنستان روستاهایی در شهرستان‌های گورانبوی، ترتر و آغ‌دام مورد حمله قرار داده است. در طول آن روز، وزارت دفاع آذربایجان تصاویری را منتشر کرد، که نابودی تجهیزات و زیرساخت‌های نظامی ارتش ارمنستان را نشان می‌دهد.

### ۹ اکتبر / ۱۸ مهر
بر پایه بیانیه وزارت دفاع جمهوری آذربایجان، ارتش ارمنستان از صبح شهرستانهای گورانبوی، ترتر، بردع و آِغ‌دام، آغجابدیع و نیز شهر مینگه‌چویر را هدف حمله قرار داده است. سپس، وزارت یادشده فیلم و تصاویری از حضور نیروهای مسلح جمهوری آذربایجان در شهرستان جبرئیل، که روز چهارم اکتبر رئیس‌جمهوری آذربایجان از بازپس‌گیری آن خبر داده‌بود.
حدود ساعت ۱۴:۰۰، حکمت حاجی‌اف، دستیار رئیس جمهوری آذربایجان بیان داشت، که ارتش ارمنستان، مسجدی در شهرستان بیلقان و امامزاده در شهر گنجه را مورد حمله موشکی قرار داده است. پس از مدتی، وزارت دفاع آذربایجان فیلم‌هایی از لحظه نابودی تسلیحات ارتش ارمنستان توسط نیرهای آذربایجان را پخش کرد. بیانیه منتشره این وزارتخانه در حدود ساعت ۱۶:۳۰ حاکی از رهگیری و انهدام موشک بالستیکی در هوا از سوی پدافند هوایی ارتش آذربایجان بود، که از خاک کشور ارمنستان به سوی شهر مینگه‌چویر شلیک شده‌بود. حدود ساعت ۱۷:۰۰، الهام علی‌اف، رئیس‌جمهوری آذربایجان از بازپس‌گیری هادروت همراه با دهات «چایلی»، یوخاری گوزلک، گورازیل‌لی، قشلاق، قره‌جال‌لی، افندی‌لر، تسور و سلیمان‌لی، از توابع شهرستان جبراییل خبر داد. متعاقباً، وزارت دفاع آذربایجان فیلم‌هایی از لحظه نابودی تجهیزات نظامی، وسایل توپخانه‌ای و جنگ‌افزارهای متعلق به ارتش ارمنستان، و نیز حضور نیروهای مسلح جمهوری آذربایجان در سوگووشان و تالیش را منتشر ساخت.

### ۱۰ اکتبر / ۱۹ مهر
نیمه‌شب ۱۰ اکتبر سرگئی لاوروف، وزیر امور خارجه روسیه، در نشست خبری پس از دیدار سه‌جانبه‌اش با هم‌تایان آذربایجانی و ارمنی خود که حدود ۱۰ ساعت طول کشید، اظهار داشت که دو کشور جمهوری آذربایجان و ارمنستان برای تبادل اسرای جنگی و جمع‌آوری اجساد کشته‌شدگان بر آتش‌بسی با اهدافی بشردوستانه در قره‌باغ توافق کردند. او همچنین از اضافه کرد که جمهوری آذربایجان و ارمنستان مذاکرات اساسی را با پادرمیانی اعضای «گروه مینسک» سازمان امنیت و همکاری اروپا در راستای دستیابی به یک راه حل سریع صلح‌آمیز آغاز خواهند کرد.
به گفته لاوروف، قرار است، برقراری آتش‌بس از ساعت ۱۲ شنبه دهم اکتبر به وقت محلی صورت بپذیرد تا به کمک کمیته بین‌المللی صلیب سرخ اجساد کشته‌شدگان جمع‌آوری و اسرای جنگی مبادله شوند.
با این وجود، وزارت دفاع جمهوری آذربایجان از ساعات صبح ۱۰ اکتبر از بمباران شهرستان‌های این کشور توسط ارتش ارمنستان خبر داد. پس از ساعت ۱۲ هم که قرار بود آتش‌بس برقرار شود، درگیری‌های شدیدی بین طرفین در قره‌باغ گزارش شد. در طول روز، وزارت دفاع آذربایجان با بیان اینکه ارتش ارمنستان در جهات هادروت و جبرئیل اقدام به حمله کرده است، گفت که ارتش آذربایجان جلوی همه این حملات را گرفته و تعدادی از تسلیحات نظامی ارتش ارمنستان، از جمله سامانه اس- ۳۰۰ دیگری در قبادلی را منهدم ساخته و فیلم‌هایی در این رابطه پخش کرد.
حکمت حاجی‌اف، دستیار رئیس‌جمهوری آذربایجان، حین سخنرانی خود در نشست خبری مشترک با جیحون بایرامف، وزیر امور خارجه آذربایجان در وزارت امور خارجه این کشور اظهار داشت، که آتش‌بس با اهداف انسان‌دوستانه به معنی صلح نیست، بلکه می‌تواند یکی از ابزارهایی برای پیشبرد فرایند صلح باشد.

### ۱۱ اکتبر / ۲۰ مهر
ارمنستان و آذربایجان به وارون آتش‌بس با میانجیگری روسیه، می‌گویند آن دیگری آتش‌بس را زیر پا گذاشته است و شهرها را بمباران کرده است.
حوالی ساعت ۰۲:۳۰ وزیر دفاع آذربایجان گفت که نیروهای ارمنی شهر گنجه را بمباران نموده‌اند. این گفته توسط ارمنستان و آرتساخ تکذیب شد.
جمهوری آذربایجان اعلام کرد، که بر اثر اصابت موشکهای کی‌ان ۲ که توسط ارتش ارمنستان پرتاب شد، به واحدهای مسکونی و خدماتی، ۹ غیرنظامی کشته و ۳۴ ساکن دیگر این شهر مجروح شدند.
بر پایه‌گذارش‌های بعدی منابع آذربایجان، پس از بررسی‌ها بر روی لاشه موشک‌ها، مشخصص شده که حمله ارتش ارمنستان به گنجه با شلیک موشک نوع اسکاد از شهر برد ارمنستان صورت گرفته است.
جمهوری آذربایجان بعداً از افزایش تعداد کشته‌شدگان به ۱۰ نفر خبر داد.
سپس دادستانی کل جمهوری آذربایجان از حمله موشکی ارتش ارمنستان حدود ساعت ۰۴:۰۰ نیمه‌شب به شهر مینگه‌چویر برای هدف قرار دادن سد مخزنی و نیروگاه برق‌آبی مینگچویر خبر داد، که از سوی پدافند هوایی جمهوری آذربایجان خنثی شده است. تقریباً در ساعت ۰۹:۳۰، وزارت دفاع جمهوری آذربایجان گزارش کرد، که نیروهای مسلح آذربایجان یک پهپاد ارتش ارمنستان را که به سمت شهر مینگه‌چویر در حرکت بود، سرنگون کردند.
حدود ساعت ۱۸:۰۰ وزارت دفاع جمهوری آذربایجان گزارش داد، که نیروهای مسلح ارمنستان در حال بمباران روستاهایی در شهرستان‌های آغ‌دام، ترتر، آغجابدیع و فیضولی هستند. حوالی ساعت ۱۹:۲۴ دادستانی کل جمهوری آذربایجان، از حمله شدید توپخانه‌ای ارتش ارمنستان به «دشت حارامی» در شهرستان فضولی و روستای قیام‌الدین‌لی بالا در شهرستان آغجابدیع خبر داد.

### ۱۲ اکتبر / ۲۱ مهر
هر دو سوی درگیری یکدیگر را برهم‌زنندهٔ آتش‌بس می‌خوانند. آتش‌بسی که با پادرمیانی روسیه پس از یک دور گفتگوهای پی‌درپی در مسکو برای گردآوری کشتگان از کارزار و بازگردانی زندانیان انجام پذیرفته بود، گویا تنها یک روز پایید.

### ۱۳ اکتبر / ۲۲ مهر
به گزارش ایرنا، پگاه روز سه‌شنبه یک فروند پهپاد در زمینهای کشاورزی روستای اوزن‌تپه در شهرستان مرزی پارس‌آباد مغان سرنگون شد. به گزارش رادیو عمومی ارمنستان هواگرد بی‌سرنشین نامبرده، هاروپ شناسایی‌شده که ساخت اسرائیل و از خریدهای ارتش آذربایجان به‌شمارمی‌رود.

### ۱۴ اکتبر / ۲۳ مهر
وزارت دفاع جمهوری آذربایجان طی بیانیه‌ای از انهدام دو سامانه موشکی بالستیک کی‌ان ۲ در مناطق هم‌جوار ارمنستان با شهرستان اشغالی کلبجر در حدود ساعت ۰۱:۰۰ بامداد خبر داد و گفت که چون نیروهای ارمنستان در حال آمادگی برای شلیک این موشک‌ها به مناطق مسکونی در آذربایجان بودند، ارتش آذربایجان در اقدامی پیشگیرانه و بازدارنده این اهداف قانونی نظامی را از بین برد.
وزارت دفاع جمهوری آذربایجان با صدور بیانیهای، وضعیت موجود در شهرستان‌های آغ‌دره، آغ‌دام، فضولی، هادروت، جبرئیل را پرتنش ارزیابی کرد. در بیانیه دیگری که وزارتخانه یادشده حدود ساعت ۰۹:۰۰ انتشار داد، عنوان شد که نیروهای ارمنستان در حال بمباران شهرستان‌های ترتر، آغ‌دام و آغجابدیع هستند.
در ساعات بعد از ظهر، الهام علی‌اف، رئیس جمهوری آذربایجان، از بازپس‌گیری روستاهای قره‌داغ‌لی، خاتون‌بلاغ و قره‌کول‌لو در شهرستان هادروت (فضولی)، و «بولوتان»، ملیکاشن، کارمراکوچ، «تکه» و تاغاسر در شهرستان هادروت (شهرستان خوجاوند) از سوی نیروهای مسلح جمهوری آذربایجان خبر داد. نیکول پاشینیان در پیامی با بازگویی این نکته که نیروهای آرتساخ در بخشهایی واپس‌نشسته‌اند، همچنان آنها را در هجدهمین روز درگیری چیره دانست.

### ۱۵ اکتبر / ۲۴ مهر
از ساعت ۱۱ تا ۱۶، ۱۰ فروند موشک به روستاهای کدخدالو و قلی‌بیک‌لو در شهرستان خداآفرین برخورد کرده و خانه‌ای را ویران و در پی این ویرانی یک تن آسیب دیده است.
همان روز هم درگیری‌های جریان داشت. وزارت دفاع جمهوری آذربایجان اعلام کرد که نیروهای ارمنستان هنگام تشییع جنازه، یک قبرستان در شهرستان ترتر را بمباران کردند که ۳ کشته و چهار مجروح غیرنظامی را در پی داشت.
بعداً مقامات آذربایجانی جان باختن یکی دیگر از زخمی شدگان در بیمارستان را گزارش دادند. «واسیلی پولونسکی»، خبرنگار روس، که شاهد عینی این بمباران بود، هدف قرار گرفتن گورستان با ب‌ام-۲۱ گراد هنگام تشییع جنازه را تأیید کرد. در ساعات بعد از عصر، الهام علی‌اف، رئیس‌جمهوری آذربایجان، از بازپس‌گیری روستاهای آریش در شهرستان فضولی، دشولو در شهرستان جبراییل و ادیشا، ادیلی، دودوکچو و جیراگوز در شهرستان خواجه‌وند خبر داد.

### ۱۶ اکتبر / ۲۵ مهر
سخنگوی وزارت امور خارجه ایران در توییتر خود نوشت: «اگر چنین گلوله‌باران‌هایی تکرار شود، جمهوری اسلامی ایران بی‌تفاوت نخواهد ماند.» به گزارش رسانه‌های ایرانی، از آغاز درگیری‌ها در ۱۸ روز گذشته، بیش از ۵۰ موشک و خمپاره به شهرستانهای مرزی ایران اصابت کرده است. نمایندهٔ وزیر دفاع ارمنستان، لوان ایوازیان در دیدار با بهمن صادقی، وابستهٔ نظامی سفارت ایران در ارمنستان، با هشدار دربارهٔ کنش رزمی آذربایجان در بخشهای مرزی همسایه با ایران، رهبری و فرماندهان جمهوری آذربایجان را پاسخگوی پیامدهای هر کنش پدافندی سویهٔ ارمنی این درگیری‌ها دانست که در پاسخ به این شیوهٔ آفندی نادرست آذری‌ها که از نزدیکی ایران همچون سپری بهره‌می‌گیرند، درپیش‌گرفته‌خواهدشد.
به گزارش رادیو عمومی ارمنستان، این کشور و آرتساخ در پیامی به کشورهای جهان، گروه مینسک و سازمان امنیت و همکاری اروپا، آمادگی خود را برای برپایی آتش‌بس به آگاهی رسانیده و خواستار شناسایی آن سوی برهم‌زنندهٔ آتش‌بس شدند.
الهام علیف گفت: هرگز جدایی ناگورنو قره‌باغ را نخواهد پذیرفت و این خط قرمز آذربایجان است.
وزارت دفاع جمهوری آذربایجان با صدور بیانیه‌ای ضمن پرتنش ارزیابی کردن وضعیت موجود، گفت که ارتش ارمنستان شهرستان‌های ترتر، گورانبوی، آغ‌دام و آغجابدیع را به توپ بسته است. دیگر بیانیه وزارتخانه یادشده همچنین حکایت از حمله موشکی نظامیان ارمنستان به شهرستان اردوباد در نخجوان داشت. در ساعت بعد از عصر، الهام علی‌اف، رئیس‌جمهوری آذربایجان، اعلام کرد که نیروهای مسلح جمهوری آذربایجان روستاهای آغ‌بولاق، آخول‌لو و خرمانجیق در شهرستان خواجه‌وند را بازپس‌گیری کرده‌اند.

### ۱۷ اکتبر / ۲۶ مهر
در اوایل صبح روز ۱۷ اکتبر، وزارت دفاع ارمنستان اعلام کرد در نیمه شب، شهرهای استپاناکرت (پایتخت آرتساخ)و شوشی مورد هدف راکت و گلوله خوشه‌ای قرار گرفته‌اند. نیمه‌شب، جمهوری آذربایجان از موشک‌باران شهر گنجه و مینگه‌چویر با موشک‌های اسکاد، توسط نیروهای مسلح ارمنستان خبر داد. دقایقی بعد حکمت حاجی‌اف، دستیار رئیس‌جمهور آذربایجان، مدعی شد بنابر آمار اولیه، در کنار اینکه بر اثر این حمله ۵ غیرنظامی از جمله ۲ کودک کشته و ۳۵ تن دیگر زخمی شده‌اند، بیش از ۲۰ واحد مسکونی فروریخته است. وی همچنین افزود که این موشک‌ها از داخل قلمرو کشور ارمنستان پرتاب شده و از نوع موشک‌های البروس ار-۱۷ بوده‌اند. دادستانی کل جمهوری آذربایجان با صدور بیانیه‌ای، اعلام کرد که این حمله خسارت بزرگی به زیرساختهای غیرنظامی و واحدهای خدماتی وارد کرده است.
سپس مقامات آذربایجانی اعلام کردند، که تعداد کشته شدگان این حمله به ۱۳ تن و زخمی‌شدگان به بیش از ۵۲ نفر افزایش پیدا کرده است.وزارت دفاع ارمنستان حمله را تکذیب کرد و مسئولیت حمله را نپذیرفت، سپس گزارش داد دو پهپاد آذربایجانی را در استان سیونیک خود سرنگون کرده؛
سفارت جمهوری اسلامی ایران در باکو طی بیانیه‌ای که برای محکومیت حمله موشکی به مناطق مسکونی در شهر گنجه منتشر ساخت، این حمله را جنایت جنگی دانست.
۰۸:۲۸ وزارت دفاع آذربایجان از بمباران شهرستان‌های ترتر، آغ‌دام، بردع و آغجابدیع توسط ارتش ارمنستان خبر داد. حدود ساعت ۱۲:۱۱ به وقت محلی، وزارت دفاع جمهوری آذربایجان مدعی شد یک فروند جت جنگنده سوخو-۲۵ متعلق به نیروهای مسلح ارمنستان توسط پدافند هوایی آذربایجان سرنگون شده است؛ که ارمنستان آن را تکذیب کرد. در دیگر بیانیه‌های بعدی این وزارتخانه اطلاعات و فیلم‌هایی راجع به کشته شدن تعداد کثیری از نظامیان ارمنستان و انهدام تعداد زیادی از تجهیزات نظامی ارتش ارمنستان از جمله ۳ قبضه سامانه موشکی تور و یک سامانه موشکی اس-۳۰۰ و نیز انبارهای سوخت و مهمات انتشار یافت. ساعت ۱۰:۲۳ الهام علی‌اف، رئیس‌جمهور جمهوری آذربایجان از بازپس‌گیری روستاهای قوچ‌احمدلی، چیمن، جوارلی، پیراحمدلی، موسی بی‌لی، ایشیق‌لی، دده‌لی و مرکز شهرستان فضولی وزارت دفاع آذربایجان همچنین گفت که در ساعات صبح یک فروند پهپاد ارتش ارمنستان در شهرستان توووز واقع در مرز مشترک دو کشور جمهوری آذربایجان و ارمنستان سرنگون شد. حدود ساعت ۱۸:۱۵، وزارت دفاع ارمنستان مدعی شد سه پهپاد درخاک ارمنستان، و یک پهپاد در آرتساخ، متعلق به آذربایجان را سرنگون کرده است.
در اواخر روز، طرفین دستیابی به آتش‌بسی موقت با اهداف بشردوستانه را گزارش دادند.

### ۱۸ اکتبر / ۲۷ مهر
در اوایل صبح ۱۸ اکتبر، هر دو طرف نقض آتش‌بس را گزارش و همدیگر را به نقض کردن آن متهم کردند.وزارت دفاع ارمنستان اعلام کرد نیروهای آذربایجانی در امتداد رود ارس و در جبهه، شهر استپاناکرت، پایتخت آرتساخ را گلوله‌باران، و حمله دیگری را آغاز کرده‌ند؛ در حالی که وزارت دفاع آذربایجان اعلام کرد نیروهایش، حملات نیروهای ارمنی به مناطق گده‌بی و تووز از شهرهای چامبارک و برد در ارمنستان را دفع کرده‌اند. حدود یک ساعت بعد، خبرنگار خبرگزاری «ریا نووستی» از مبادله توپخانه سنگین در نزدیکی شهر هادروت خبر داد. تقریباً در ساعت ۱۲:۳۰ عصر، وزارت دفاع جمهوری آذربایجان اعلام کرد هواپیمای جنگی ارمنستانی Su-25، که به‌نظر داشت به شهر جبرائیل حمله می‌کرد، را سرنگون کرده است؛ که ارمنستان آن را تکذیب کرد.
شب آن روز مقامات آذربایجانی آمادگی خود را برای تحویل اجساد نظامیان کشته شده ارتش ارمنستان از طریق دالانی بین شهرستان تووز آذربایجان و استان تاووش ارمنستان اعلام کردند. سپس، الهام علی‌اف، رئیس‌جمهور آذربایجان، با انتشار ویدیوهای تأییدی، بازپس‌گیری پل و سد خداآفرین را اعلام کرد. حدود ساعت ۱۹:۲۷ عصر، وزارت دفاع جمهوری آذربایجان، فیلمی تأیید کننده از حضور نیروهای مسلح جمهوری آذربایجان در مرکز شهرستان فضولی منتشر کرد.

### ۱۹ اکتبر / ۲۸ مهر
بامداد ۱۹ اکتبر نیز درگیری‌ها ادامه یافت و وزارت دفاع آذربایجان اعلام کرد نیروهای آذربایجان در تمامی جبهه‌ها از برتری عملیاتی برخوردار است. در دیگر بیانیه این وزارتخانه گلوله‌باران شهرستان‌های ترتر، گورانبوی، آغ‌دام و آغجابدیع مخابره شد. در حدود ساعت ۸ صبح، رئیس‌جمهور آذربایجان اعلام کرد که نیروهای آذربایجانی، چندین روستا را در منطقه جبرائیل پس‌گرفته‌اند. کمی بعد وزارت دفاع ارمنستان اعلام کرد نیروهای آذربایجانی، بمباران و پیشروی را آغاز کرده‌اند. در میانه روز، مقامات آذربایجان اعلام کردند ارمنستان با موشک، خط لوله باکو-نووروسویک را هدف قرار داده است، اما موشک برخورد نکرده است؛ که ارمنستان تکذیب کرد.وزارت دفاع ارمنستان در ابتدا اعلام کرد اوضاع کمی آرام‌تر است؛ اما بعداً اعلام کرد درگیریها در جبهه ادامه دارد.

### ۲۰ اکتبر / ۲۹ مهر
در طول شب ۲۰ اکتبر، درگیری‌ها، به همراه حمله‌های نیروهای آذربایجانی، در نزدیکی مارتاکرت، هادروت و زنگلان، شدت گرفت. تقریباً در میانه روز، وزارت دفاع آذربایجان اعلام کرد نیروهای ارمنی مناطق آغ‌دام و ترتر را گلوله‌باران کردند. حدود دو ساعت بعد، رئیس‌جمهور جمهوری آذربایجان اعلام کرد نیروهای آذربایجانی زنگلان (مرکز اداری منطقه زنگلان)، و چندین روستا در مناطق زنگلان، فضولی، جبرائیل و خوجاوند را پس‌گرفته‌اند. بلافاصله پس از آن، وزارت دفاع آذربایجان به‌طور رسمی تصاویری را منتشر کرد که زنگلان را نشان می‌داد و «بی‌بی‌سی روسی» اظهارات آذربایجان را تأیید کرد. در عوض، وزارت دفاع ارمنستان اعلام کرد نیروهای آذربایجانی در امتداد رودخانه ارس در حال عقب‌نشینی هستند؛آذربایجان تکذیب کرد.

### ۲۱ اکتبر / ۳۰ مهر
در بامداد ۲۱ اکتبر، درگیری‌ها، به ویژه در مناطق زنگلان، مارتاکرت، و در نزدیکی هادروت تشدید شد. در صبح، آذربایجان، ارمنستان را به گلوله‌باران شهر ترتر متهم کرد. همچنین ارمنستان، آذربایجان را به گلوله‌باران شهر مارتاکرت متهم کرد. تقریباً ساعت ۲۰:۳۰، الهام علی اف، رئیس‌جمهور جمهوری آذربایجان، اعلام کرد نیروهای آذربایجانی کنترل ۲۲ شهرک در مناطق فوزولی، جبرائیل و زنگیلان را به دست گرفتند.

### ۲۲ اکتبر / ۱ آبان
در بامداد ۲۲ اکتبر، درگیری‌ها، به ویژه در نزدیکی مارتاکرت، هادروت و زنگلان، با شدت متفاوت ادامه یافت. وزارت دفاع ارمنستان اعلام کرد نیروهای آذربایجانی شهر مارتونی (خوجاوند) را گلوله‌باران کرده‌اند. وزارت دفاع آذربایجان اعلام کرد موشکهای بالستیک از ساعت نه صبح به وقت محلی از خاک ارمنستان به شهرهای قابلی و کردامیر پرتاب شدند؛ در پاسخ ارمنستان تکذیب کرد. در اواسط روز، وزارت دفاع آذربایجان اعلام کرد نیروهای آذربایجانی یک پهپاد متعلق به ارمنستان را در نخجوان سرنگون کرده‌اند. تقریباً در ساعت ۱۷:۳۰ عصر، رئیس‌جمهور آذربایجان اعلام کرد نیروهای آذربایجانی کنترل چندین روستا در مناطق فضولی و جبرائیل را به دست گرفته‌اند. وی همچنین با انتشار فیلم‌هایی، اعلام کرد نیروهای آذربایجانی شهر آقبند در منطقه زنگیلان را پس گرفتند. به گفته علی اف، نیروهای آذربایجانی کنترل تمام خط مرزیی مشترک با ایران را دردست گرفتند. ارمنستان انکار کرد و همچنین اعلام کرد درگیری‌های سنگین در نزدیکی شهر جیوانی در استان مارتونی (فضولی) رخ داده است.

### ۲۳ اکتبر / ۲ آبان
درگیری‌ها در نیمه شب ۲۳ اکتبر به ویژه در نزدیکی مارتاکرت، هادروت و قبادلی ادامه یافت. تقریباً در ساعت ۹ صبح، مقامات آرتساخ اعلام کردند نیروهای آذربایجانی با استفاده از سامانه BM-30 Smerch چندین روستا در استان مارتونی را موشک باران کرده‌اند.آذربایجان انکار کرد و همچنین اعلام کرد که نیروهای ارمنی به شدت روستاهای مناطق ترتر، آغ‌دام و آغج آبادی را بمباران کرده‌اند. در عصر، رئیس‌جمهور آذربایجان اعلام کرد که نیروهای آذربایجانی چندین روستا در مناطق خوجاوند، فضولی، زنگلان و قبادلی را پس گرفته‌اند. وزارت دفاع آذربایجان همچنین فیلمی را از یکی از روستاهای پس گرفته شده منتشر کرد. اندکی بعد، مقامات آرتساخ اعلام کردند نیروهای آذربایجانی به لاچین حمله کرده و همچنین شهرهای مارتونی و مارتاکرت را گلوله‌باران کرده‌اند. در شب، مقامات آرتساخ اعلام کردند نیروهای آذربایجانی، شهر استپاناکرت را گلوله‌باران کرده‌اند؛ آذربایجان انکار کرد.

### ۲۴ اکتبر / ۳ آبان
در طول شب، درگیری‌ها، به ویژه در نزدیکی قبادلی ادامه یافت. تقریباً در میانه روز، وزارت دفاع آذربایجان اعلام کرد نیروهای ارمنی، منطقه لاچین را از داخل خاک ارمنستان گلوله‌باران می‌کنند.ارمنستان تکذیب کرد و اعلام کرد لاچین تحت کنترل آرتساخ است. در عصر، وزارت دفاع آذربایجان اعلام کرد نیروهای ارمنی از استان سیونیک ارمنستان قصد حمله به مواضع آذربایجان در زنگلان را داشتند. حدود ساعت ۱۹:۳۰، مقامات آرتساخ اعلام کردند نیروهای آذربایجانی خوجاوند را گلوله‌باران می‌کردند.

### ۲۵ اکتبر / ۴ آبان
در بامداد ۲۵ اکتبر، درگیری‌ها با شدت متفاوتی ادامه داشت و وزارت دفاع آذربایجان اعلام کرد نیروهایش مناطق بیشتری را تحت کنترل خود درآورده اند. در صبح، مقامات آرتساخ اعلام کردند چندین روستای استان مارتونی مورد هدف گلوله آذربایجان قرار گرفته‌اند. در میانه روز، وزارت دفاع آذربایجان اعلام کرد نیروهای ارمنی چندین روستا در مناطق ترتر، آغ‌دام و آغجابدیع را گلوله‌باران کرده‌اند. در عصر روز ۲۵ اکتبر، وزارت دفاع جمهوری آذربایجان فیلم‌هایی از مناطق زنگلان و جبرائیل، در نزدیکی رود ارس و مرز ایران منتشر کرد. تقریباً در ساعت ۲۰:۳۰، مقامات آرتساخ اعلام کردند نیروهای آذربایجانی چندین روستای استان آسکران، نزدیک به شوشی را گلوله‌باران کرده‌اند. تقریباً در ساعت ۲۳:۰۰، الهام علی اف، رئیس‌جمهور جمهوری آذربایجان اعلام کرد نیروهای آذربایجانی کنترل شهر قبادلی، مرکز اداری منطقه قبادلی را به دست گرفته‌اند. آذربایجان همچنین یک فیلم تأییدی از شهر را منتشر کرد. بعداً وزارت دفاع ارمنستان اعلام کرد درگیری‌های شدیدی در حال وقوع است.
همچنین در عصر، ایالات متحده آمریکا اعلام کرد هر دو طرف با آتش‌بس بشردوستانه از صبح روز ۲۶ اکتبر (۵ آبان)، موافقت کرده‌اند.

### ۲۶ اکتبر / ۵ آبان
در صبح روز ۲۶ اکتبر، دوباره آتش‌بس فروریخت. به گفته آذربایجان، نیروهای ارمنستان از ساعت ۰۸:۰۵ بمباران را آغاز کرده‌اند، در حالی که به گفته ارمنستان، توپخانه آذربایجان از ساعت ۰۸:۴۵، بمباران مواضع ارمنستان را آغاز کرده‌اند. سپس وزارت دفاع آذربایجان اعلام کرد نیروهای ارمنی شهر ترتر و روستاهای اطراف آن را گلوله‌باران کرده، و به مواضع آذربایجان در خاچگدیک در منطقه لاچین تیراندازی کرده‌اند. مقامات آرتساخ و نخست‌وزیر ارمنستان اعلام کردند که آتش‌بس را «به شدت» رعایت می‌کنند. تقریباً در ساعت ۱۰:۳۰، مقامات آذربایجانی اعلام کردند نیروهای ارمنی داز شهرهای برد، چامباراک و واردنیس، در حال تیراندازی به سمت مواضع آذربایجان در مناطق گده‌بی، داش‌کسن و توووز هستند. تقریباً یک ساعت بعد، مقامات آرتساخ اعلام کردند که نیروهای آذربایجانی یک حمله هوایی به خوجاوند انجام داده‌اند؛ که آذربایجان حمله را تکذیب کرد. حدود ساعت یک بعدازظهر، رئیس‌جمهور جمهوری آذربایجان اعلام کرد نیروهای آذربایجانی، کنترل چندین روستا در مناطق جبرائیل، زنگلان و قبادلی، و همچنین رودخانه هاکاری را به دست گرفته‌اند. مقامات ارمنستان تأیید کردند که نیروهای آذربایجانی، حمله به منطقه را آغاز کرده‌اند. تقریباً در ساعت ۱۵:۳۰، وزارت دفاع آذربایجان اعلام کرد نیروهای ارمنی منطقه آغجابدیع را گلوله‌باران کرده‌اند. تقریباً یک ساعت بعد، وزارت دفاع آذربایجان اعلام کرد نیروهای ارمنی، بار دیگر شهر ترتر را گلوله‌باران کرده‌اند. در عصر، وزارت دفاع ارمنستان اعلام کرد شدت گلوله‌باران از طرف آذربایجانی، به شدت افزایش یافته است؛ و مقامات آرتساخ اعلام کردند آذربایجان به حملات جدید خود ادامه می‌دهد؛ و وزارت دفاع آذربایجان، فیلمهایی را منتشر کرد که ظاهراً از شهر تیگراناوان بود. به دنبال آن، مقامات ارمنستان تأیید کردند که شهر قبادلی را از دست داده‌اند، و اینکه نیروهای آذربایجانی، کنترل تمام خط مرزی مشترک با ایران در جنوب منطقه را، به‌دست گرفته‌اند. همچنین، وزارت دفاع آذربایجان، فیلم‌های گرفته‌شده در شهر ایشخانادزور را منتشر کرد.

### ۲۷ اکتبر / ۶ آبان
در حالی که درگیری‌ها شبانه ادامه داشت، وزارت دفاع آذربایجان اعلام کرد نیروهای ارمنی، مواضع نیروهای آذربایجانی در شهرهای خوجاوند، فضولی و قبادلی را گلوله‌باران کرده‌اند. تقریباً در میانه روز، وزارت دفاع ارمنستان اعلام کرد نیروهای آذربایجانی به یک پست مرزی ارمنستان در جنوب این کشور، در محل اتصال مرزهای ارمنستان، آذربایجان و ایران حمله کرده‌اند؛ که آذربایجان تکذیب کرد. در همین حال، مقامات آرتساخ اعلام کردند وزیر دفاع، جالال هاروتیونیان در حین عملیات مجروح شده است. اگرچه، منابع غیررسمی ارتش آذربایجان مدعی شده‌اند که او را کشته‌اند و فیلم‌هایی را منتشر کردند که ظاهراً سوءقصد او را از دوربین یک پهپاد نشان می‌داد. حدود دو ساعت بعد، مقامات آذربایجانی اعلام کردند که نیروهای ارمنی، شهر ترتر و روستاهای اطراف آن را گلوله‌باران کرده‌اند. تقریباً در ساعت ۱۸:۰۰، مقامات آذربایجانی اعلام کردند نیروهای ارمنی شهر بردع را با موشک بالستیک هدف قرارداده‌اند، که باعث کشته شدن ۴ غیرنظامی و زخمی‌شدن ۱۳ نفر شد.ارمنستان حمله را تکذیب کرد مسئولیت آن را نپذیرفت. تقریباً در ساعت ۲۰:۰۰، وزارت دفاع ارمنستان اعلام کرد نیروهای آذربایجانی شهرهای خوجاوند و لاچین را گلوله‌باران کرده‌اند؛ که آذربایجان آن را تکذیب کرد.

### ۲۸ اکتبر / ۷ آبان
در طول شب درگیری‌ها تداوم یافت و وزارت دفاع جمهوری آذربایجان از دفع چند حمله نیروهای مسلح ارمنستان در محورهای آغ‌دره، خوجاوند، فضولی، زنگلان و قبادلی خبر داد. صبح، وزارت دفاع آذربایجان طی بیانیهای اعلام کرد که نیروهای ارتش ارمنستان شهرستان ترتر را بمباران می‌کنند.
حدود ساعت ۱۳:۰۰ ظهر، جمهوری آذربایجان حمله موشکی ارتش ارمنستان به مناطق مسکونی در شهرستان بردع با استفاده از سامانه BM-30 Smerch با کلاهک‌های خوشه‌ای را گزارش داد.
طبق آخرین آمار دادستانی کل جمهوری آذربایجان، این حمله موشکی که مناطق مسکونی متراکم را هدف قرار داد، ۲۱ کشته و نزدیک به ۷۰ مجروح در میان غیرنظامیان برجای گذاشت.
حکمت حاجی‌اف، دستیار ویژه رئیس‌جمهور آذربایجان، در واکنش به این حمله گفت که نظامیان ارمنستان برای تلفات سنگین جانی بین غیرنظامیان بمب‌های خوشه‌ای را به کار می‌برند.
سفارت جمهوری اسلامی ایران در باکو با صدور بیانیه‌ای در محکومیت حمله ارتش ارمنستان به غیرنظامیان در شهرستان بردع، گفت که طبق قوانین بین‌المللی، حمله به شهرها و افراد بی‌گناه جنایت جنگی تلقی می‌گردد.
مدتی بعد دادستانی کل آذربایجان در اعلامیه‌ای جان‌باختن یکی دیگر از مجروحان حمله موشکی دیروز ارتش ارمنستان به شهرستان بردع، در بیمارستان را مخابره کرد. یا ین احتساب، ظرف دو روز اخیر، در مجموع ۲۶ غیرنظامی آذربایجانی بر اثر حملات موشکی نیروهای ارمنستان به بردع جان خود را از دست دادند.
متعاقباً، وزارت دفاع آذربایجان با انتشار فیلم‌هایی، اعلام کرد که واحدهای نیروهای مسلح جمهوری آذربایجان تجهیزات یگان‌های ارتش ارمنستان که حملاتی به مناطق مسکونی این کشور انجام داده‌بودند، را منهدم کردند.
سپس، الهام علی‌اف، رئیس‌جمهوری آذربایجان، در صفحه تویتری خود از بازپس‌گیری روستاهای بیرینجی آقالی، ایکینجی آقالی، اوچونجو آقالی و زرنعلی در شهرستان زنگلان، ده ماندی‌لی در شهرستان فضولی، روستاهای قازان زمین، خان‌آقابولاق، چوللو، قوشچولار و قره آغاج در شهرستان جبراییل، و قیاسلی، ابیلجه و قیلیجان در شهرستان قبادلی از سوی نیروهای مسلح جمهوری آذربایجان خبر داد.

### ۲۹ اکتبر / ۸ آبان
درگیری‌ها در طول شب تداوم یافت و مقامات آذربایجانی گفتند که نیروهای آذربایجان حمله ارتش ارمنستان را در سمت‌های خوجاوند، فضولی و قبادلی دفع کرده‌اند. حدود ساعت ۱۰ صبح، وزارت دفاع جمهوری آذربایجان اعلام کرد نیروهای ارمنی شهرستان‌های ترتر و گورانبوی را آماج بمباران قرار داده‌اند. در میانه روز، وزارت دفاع ارمنستان وقوع درگیری‌ها در منطقه چاناقچی که در چند کیلومتری جنوبی شوشی قرار دارد، را مخابره کرد.
سپس، وزارت دفاع آذربایجان از سرنگونی دو فروند جنگنده سوخو-۲۵ ارمنستان ساعت ۱۳ و ۱۸ دقیقه و ساعت ۱۳ و ۲۰ دقیقه به وقت محلی در محور شهرستان قبادلی خبر داد.
بعداً، حکمت حاجی‌اف، دستیار رئیس‌جمهوری آذربایجان، گفت که آذربایجان امروز (پنجشنبه) جسد ۳۰ نظامی ارمنی کشته شده در قره‌باغ و دو اسیر غیرنظامی سال‌خورده ارمنی را با مساعدت روسیه به‌طور یک‌جانبه به ارمنستان تحویل داد.
متعاقباً، وزارت دفاع جمهوری آذربایجان ویدئویی از روستاهایی واقع در حوزه رود هاکاری را پخش کرد، که اخیراً بازپس‌گیری شده‌اند. شب، آرائیک هاروتیونیان گفت، که نیروهای آذربایجان درحدود ۵ کیلومتری شهر موضع گرفته‌اند.

### ۳۰ اکتبر / ۹ آبان
در طول شب درگیری‌های شدیدی در محورهای مختلف، به‌ویژه در قرابت شهر شوشی مخابره شد. تقریباً در میانه روز، مقامات آذربایجانی اعلام کردند که نیروهای ارمنستان، مواضع نیروهای مسلح جمهوری آذربایجان در شهرستان قبادلی را از شهر گوریس این کشور هدف قرار داده‌اند. کمی بعد، وزارت دفاع ارمنستان وقوع درگیری‌های شدید در سمت جنوبی قره‌باغ کوهستانی را گزارش کرد. بعد از عصر، سازمان عفو بین‌الملل از اولین مورد تاییدشده استفاده از بمب خوشه‌ای توسط نیروهای مسلح ارمنستان در طول درگیری‌های اخیر در حمله موشکی به مناطق مسکونی در شهرستان بردع آذربایجان خبر داد و آن را بی رحمانه و بی پروا خواند. سپس، الهام علی‌اف، رئیس‌جمهوری آذربایجان، با ارسال یک تویت، نوشت که ارتش این کشور روستاهای خداوردی‌لی، قربان‌تپه، شاه‌ولدلی و خوب‌یارلی در شهرستان جبراییل، دهات علاءالدین، وجنلی در شهرستان زنگلان و گاودوآب‌ده، ممر و ملالی در شهرستان قبادلی را بازپس‌گرفته است.
سید عباس عراقچی، معاون امور سیاسی وزارت امور خارجه ایران، با انتقاد از گروه مینسک سازمان امنیت و همکاری اروپا، گقت که بی‌کفایتی این گروه در دستیابی به حل مسالمت‌آمیز این مناقشه ثابت گردیده و اعضای آن تمایل واقعی به برقراری صلح در قره‌باغ ندارند.

### ۳۱ اکتبر / ۱۰ آبان
در طول شب درگیری‌ها تداوم داشت و مقامات آذربایجانی گفتند که ارتشیان ارمنستان به مواضع نیروهای مسلح جمهوری آذربایجان حمله کرده‌اند. قبل از میانه روز، نیکول پاشینیان، نخست‌وزیر ارمنستان، از ولادیمیر پوتین، رئیس‌جمهوری روسیه، درخواست کرد تا رایزنی‌ها بر سر تعیین شکل حمایت مسکو در راستای تأمین امنیت کشور ارمنستان، آغاز شود. وزارت امور خارجه روسیه در پاسخ به این درخواست طی بیانیه‌ای اعلام کرد که در صورتی که درگیری‌های قره‌باغ مستقیماً به خاک ارمنستان کشیده شود، مسکو مطابق با مفاد پیمان دوستی، همکاری و کمک متقابل دو کشور، کلیه کمک‌های لازم را به ایروان ارائه خواهد داد. ساعات عصر، مقامات آذربایجانی گفتند که نظامیان ارمنستان در حال بمباران شهرستان ترتر و روستای قیام‌الدین‌لی در شهرستان آغجابدیع هستند. حدود ساعت ۱۸:۰۰، وزارت دفاع جمهوری آذربایجان اعلام کرد که درگیری‌ها در محورهای شهرستان‌های آغ‌دره و خوجاوند جریان دارد. شب، ارمنستان با وجود تأیید این خبر، گفت که شدت درگیری‌ها تا لحظه صدور این خبر کاهش یافته است.

## نوامبر

### ۱ نوامبر / ۱۱ آبان
در طول شب، درگیری‌ها در محورهای آغ‌دره، آغ‌دام، خوجاوند و قبادلی استمرار پیدا کرد. صبحگاه، مقامات آذربایجانی از حمله نیروهای مسلح ارمنستان از شهرهای برد، چامباراک و گوریس این کشور به مواضع نیروهای مسلح جمهوری آذربایجان واقع در شهرستان‌های توووز، گده‌بی و قبادلی خبر دادند. در عین حال، جمهوری آرتساخ مدعی شد که شهرستان آغ‌دره مورد حمله نیروهای مسلح آذربایجان قرار گرفته است. همزمان به گفته روزنامه‌نگار ریانووستی، صدای چندین انفجار در شهر استپاناکرت شنیده شده است. به ادعای جمهوری آرتساخ، این حملات تا شب ادامه داشت، در حالی که جمهوری آذربایجان حملات نظامیان ارمنستان به شهرستان‌های آغجابدیع و ترتر را گزارش کرد. سپس، الهام علی‌اف، رئیس‌جمهوری آذربایجان، گفت که اگر در نتیجه مذاکرات توافقی برای خروج نیروهای ارمنستان از قره‌باغ کوهستانی و هفت منطقه اطراف آن حاصل نگردد، ارتش آذربایجان تا پایان ادامه خواهد داد.

### ۲ نوامبر / ۱۲ آبان
در طول شب، تداوم درگیری‌ها، مخصوصاً در سمت‌های خوجاوند، آغ‌دره و قبادلی مخابره شد. بعد، جمهوری آرتساخ گفت که «آرتور سارگسیان»، معاون فرمانده نیروهایش، طی درگیری‌ها کشته شده است. شب همان روز، الهام علی‌اف، رئیس جمهوری آذربایجان، در صفحه رسمی خود در تویتر بازپس‌گیری روستاهای چاپراند، حاجی اسحاق‌لی و قوشابلاغ شهرستان جبرئیل، روستاهای دره گیله‌تاغ و بویوک گیله‌تاغ شهرستان زنگلان، و روستاهای ایشیقلی، مرادخانلی و میلان‌لی شهرستان قبادلی را اعلام نمود.
متعاقباً، وزارت دفاع ارمنستان وقوع نبردهای قوی در محورهای خوجاوند و شوشی را مخابره کرد.

### ۳ نوامبر / ۱۳ آبان
در طول شب، درگیری‌ها در محورهای مختلف، به خصوص در خوجاوند، |آغ‌دره، زنگلان و قبادلی ادامه یافت. صبح‌هنگام، وزارت دفاع جمهوری آذربایجان اعلام کرد که شهرستان فضولی هدف حمله موشکی با سامانه موشکی بی‌ام-۳۰ اسمرتچ از داخل خاک کشور ارمنستان قرار گرفته است. شب، ارمنستان بیان کرد که درگیری‌ها در روستای تاغاورد شهرستان خوجاوند در حال وقوع است، در حالی که جمهوری آذربایجان از نابودی چند تانک ارتش ارمنستان به همراه خدمه‌اشان در محور خوجاوند خبر داد.

### ۴ نوامبر / ۱۴ آبان
در طول شب، درگیری‌ها در محورهای مختلف، به‌ویژه در شهرستان‌های خوجاوند، آغ‌دام، زنگلان، قبادلی، لاچین و شوشی تداوم یافت. متعاقباً، نیروهای ارمنستان جاده شوشی - لاچین را روی غیرنظامیان بستند. سپس، الهام علی‌اف، رئیس‌جمهوری آذربایجان در صفحه تویتری خود نوشت که ارتش آذربایجان روستاهای میرک و کاودار شهرستان جبرئیل، مشهدی اسماعیلی و شفیع بی‌لی شهرستان زنگلان و نیز بشارت، قاراکیشیلر و قاراچنلی شهرستان قبادلی را بازپس‌گرفته است.

### ۵ نوامبر / ۱۵ آبان
خبرها حکایت از ادامه نبردها در جبهه‌های مختلف جنگ، مخصوصاً در محور خوجاوند داشت و صبحگاه، مقامات ارمنستان مدعی شدند که خوجاوند، شوشی و لاچین مورد حمله قرار گرفته است. شب‌هنگام، جمهوری آذربایجان از هدف قرار گرفتن روستای سهل‌آباد شهرستان ترتر و مرکز شهر ترتر، همچنین دهات حاجی‌تورالی و «عفت‌لی» شهرستان آغ‌دام توسط نظامیان ارمنی خبر داد.

### ۶ نوامبر / ۱۶ آبان
در طول شب، ادامه درگیری‌ها، علی‌الخصوص در نزدیکی شهر شوشی گزارش شد. صبح هنگام، جمهوری آرتساخ مدعی شد که شهر استپاناکرت مورد حمله قرار گرفته است.

### ۷ نوامبر / ۱۷ آبان
الهام علی‌اف، رئیس‌جمهور آذربایجان، با انتشار پیامی در حساب توئیتر خود، از بازپس‌گیری روستاهای ویسل‌لی بالا، یوخاری سید احمدلی، گرگان، اوچونجو محمودلو، قاجار، دیوان‌علی‌لار در شهرستان فضولی، یوخاری مزرعه، یانارخاج در شهرستان جبراییل، قزیان، بالاسلطانلی، مردان‌لی در شهرستان قبادلی، بشدالی در شهرستان زنگلان، روستاهای قارابولاق، موشخمهات در شهرستان خوجالی و نیز آتاقوت و تساکوری در شهرستان خوجاوند از سوی نیروهای مسلح جمهوری آذربایجان خبر داد.
دادستانی کل جمهوری آذربایجان با صدور بیانیه‌ای، کشته شدن یک پسر ۱۶ ساله در نتیجه حمله موشکی و توپخانه‌ای نیروهای ارمنستان به روستای «ینی ایریجه» شهرستان بردع را گزارش کرد.

### ۸ نوامبر / ۱۸ آبان
الهام علی‌اف، رئیس جمهوری آذربایجان اعلام کرد که نیروهای مسلح آذربایجان شهر شوشی را بازپس گرفته‌اند. همچنین ارمنستان با انکار خبر تصرف شهر، اعلام نمود که درگیری‌ها همچنان ادامه دارد.

### ۹ نوامبر / ۱۹ آبان
الهام علی‌اف، رئیس جمهوری آذربایجان از بازپس‌گیری ۲۳ روستای دیگر خبر داد. بعد، وزارت دفاع جمهوری آذربایجان فیلمی تأیید کننده از حضور نیروهای مسلح آذربایجان در شهر شوشی را پخش کرد. سپس، سخنگوی آرائیک هاروتیونیان اذعان کرد که نیروهای ارمنی کنترل شهر را از دست داده‌اند.
پس از عصر، الهام علی‌اف از بازپس‌گیری ۴۸ روستای دیگر، ۱ شهرک و ۸ بلندی راهبردی در شهرستان‌های جبرئیل، قبادلی، زنگلان، خوجالی، خوجاوند و لاچین خبر داد.
پس از مدتی، وزارت دفاع روسیه اعلام کرد که یک فروند بالگرد جنگنده میل -۲۴ این کشور در نزدیکی شهر یراسخ ارمنستان که در مجاورت مرز مشترک با جمهوری خودمختار نخجوان آذربایجان قرار دارد، ساقط شده است. سپس، وزارت امور خارجه جمهوری آذربایجان طی بیانیه‌ای با برشمردن دلایل حادثه رخ‌داده، آن را اشتباهی خواند و ضمن عذرخواهی از روسیه، بر آمادگی‌اش برای پرداخت غرامت تأکید داشت.

## واکنش‌های جهانی

- سازمان عفو بين الملل سازمان عفو بین‌الملل روز دوشنبه با صدور بیانه‌ای استفاده ارتش جمهوری آذربایجان از بمب‌های خوشه‌ای ساخت اسرائیل در حمله به استپاناکرت مرکز جمهوری آرتساخ را محکوم کرده است.[۴۱۷][۴۱۸] استفاده از بمب‌های خوشه‌ای از سال ۲۰۱۰ میلادی و با تصویب کنوانسیون منع اینگونه تسلیحات ممنوع شده است.

سازمان عفو بین‌الملل با صدور بیانیه‌ای در ۲۹ اکتبر مصادف با ۸ آبان ۱۳۹۹، از اولین مورد تأیید شده استفاده از بمب‌های خوشه‌ای ممنوعه در طی درگیری ناگورنو قره‌باغ سال ۲۰۲۰ توسط ارمنستان در حمله موشکی با سامانه «اسمرچ» به مناطق مسکونی نزدیک به یک بیمارستان در شهرستان بردع خبر داد و این اقدام را ظالمانه و عاری از حس مسئولیت دانست که باعث مرگ، جراحت و بدبختی ناگوار می‌شود.
دیدبان حقوق بشر نیز با صدو بیانیه در ۳۰ اکتبر مصادف با ۹ آبان ۱۳۹۹، ضمن تأیید و محکومیت استفاده نیروهای ارمنستان از بمب‌های خوشه‌ای در حمله به شهرستان بردع، اعلام کرد که به احتمال بزرگ این حمله را یا خود نیروهای ارمنستان انجام داده یا بمب‌های خوشه‌ای شلیک شده را ارمنستان در اختیار نیروها در قره‌باغ کوهستانی گذاشته است.
ایران و روسیه، همسایگان جنوبی و شمالی دو کشور ارمنستان و جمهوری آذربایجان خواهان پایان درگیری نظامی و حل و فصل سیاسی این مناقشه شده‌اند. فرانسه نیز به همراه روسیه خواستار آتش‌بس زودهنگام میان دو سوی درگیری شده است. همچنین ماکرون در پیامی در پشتیبانی از کشور و مردم ارمنستان گفت که «نقش خود» را بازی خواهد کرد. فرانسه رویکرد آنکارا را «جنگ‌طلبانه» خوانده و آن را ناپذیرفتنی دانسته است. ارمنستان و جمهوری آذربایجان با خواسته رهبران روسیه، فرانسه و ایالات متحده برای آتش‌بس فوری مخالفت کرده‌اند. به نوشته بی‌بی‌سی، نمایندگان علی خامنه‌ای، رهبر ایران در چهار استان آذربایجان غربی، آذربایجان شرقی، اردبیل و زنجان در یک پیام رسانه‌ای آشکارا گفته‌اند که قره‌باغ بخشی از جمهوری آذربایجان است.
- ترکیه با پشتیبانی آشکار از آذربایجان نیروهای مزدور ارتش آزاد سوریه را به این کارزار فرستاده است.[۴۲۸][۴۲۹][۴۳۰][۴۳۱][۴۳۲][۴۳۳] ۲۴ سپتامبر ترکیه ۳۰۰ تن از مزدوران لشکر سلطان مراد[۴۳۴] و گروه الامشات را از شهرستان عفرین در شمال‌غربی حلب به آنجا گسیل کرده است.[۴۳۵][۴۳۶] به گفتهٔ آرائیک هاروتیونیان (۲۸ سپتامبر) ۶۰۰ تن از این مزدوران به رزمگاه فرستاده شده‌اند.[۴۳۷] نیکول پاشینیان در گفتگو با شبکهٔ فرانس۲۴، ترکیه را دنباله‌روی ردپای جهان‌جویی، گسترش‌خواهی و در آرزوی بازیابی سلطنت عثمانی و پیگیر کشتار گستردهٔ ارمنیان می‌داند.[۴۳۸]

در همین‌باره نشست فوری شورای امنیت در ۲۹ سپتامبر برگزار می‌شود. نیز پانزده کشور شورای امنیت خواستار پایان بی‌درنگ نبردها شده‌اند. بر پایهٔ برخی پیش‌بینی‌ها وابسته به سازمان اطلاعات ناتو، پیروز این درگیری ارمنستان خواهد بود.
ترکیه، پاکستان، افغانستان و قبرس شمالی از آذربایجان پشتیبانی کرده‌اند. رئیس‌جمهور بوسنی و هرزگوین، جعفروویچ و رهبر حزب جنبش مردمسالاری باقر عزت بگوویچ نیز با هواداری از آذربایجان و سرزنش ارمنستان، امیدوار به راهکاری پایدار بوده، این ستیزه‌ها را با رویدادهای سالهای ۱۹۹۲ و ۱۹۹۵ همسان دانسته‌اند. از میان سازمانهای جهانی، انجمن ترکی نیز از آذربایجان هواداری کرده است.
در آخرین اظهار نظرات مقامات ایرانی، محمدجواد ظریف، وزیر امور خارجه ایران، در تماس‌های تلفنی جداگانه‌ای با جیحون بایراموف، وزیر امورخارجه جمهوری آذربایجان و زهراب مناتساکانیان، وزیر امور خارجه ارمنستان گفتگو کرد و ایشان را به «خویشتنداری» و «آتش‌بس» دعوت کرده است. وزیر خارجه ایران خواستار «پایان فوری خصومت‌ها» شده و از هر دو طرف دعوت کرده تا «مذاکره در چارچوب حقوق و قوانین بین‌المللی» را آغاز کنند.
- روز پنجم نبرد، روسیه پیشنهاد میزبانی مذاکراتی برای پایان دادن به جنگ میان جمهوری آذربایجان و ارمنستان در منطقه مورد مناقشه ناگورنو قره‌باغ را داده است. دفتر سرگی لاوروف وزیر خارجه روسیه گفت او این پیشنهاد را در تماسی با وزرای خارجه دو کشور مطرح کرد و افزود خواستار توقف «شعارهای جنگ طلبانه» شده است.[۴۵۱]
- فرانسوا اولاند رئیس‌جمهور پیشین فرانسه در یک تجمع به منظور حمایت از جمهوری آرتساخ در منطقه آلفورویل سازمان یافته بود شرکت و سخنرانی نمود.[۴۵۲][۴۵۳]
- ضمن اعلام حمایت از تمامیت ارضی جمهوری آذربایجان، بر حمایت خود از کاهش تنش‌های نظامی فزاینده و حل و فصل مناقشه از طریق راه‌حل مذاکره شده گروه مینسک سازمان امنیت و همکاری اروپا تأکید کرد.[۴۵۴]
- در کنار اعلام حمایت از تمامیت ارضی جمهوری آذربایجان، گفت که به هیچ‌یک از طرفین درگیر کمک‌های نظامی ارائه نخواهد داد و جوامع ارمنی و آذربایجانی اکراین را به اجتناب از درگیری قومی در قلمرو این کشور فراخواند.[۴۵۵][۴۵۶][۴۵۷][۴۵۸]
- با بیان اینکه از تمامیت ارضی جمهوری آذربایجان حمایت می‌کند، از دو طرف به حل مناقشه از طریق مذاکرات صلح در چارچوب گروه مینسک دعوت کرد.[۴۵۹]

## نقش ایران و پیامدهای آن
در تاریخ ۱۰ مهر ۱۳۹۹ یعنی چند روز پس از شروع درگیری چهار نماینده سید علی خامنه‌ای در استانهای آذربایجان شرقی و غربی، اردبیل، و زنجان بیانیه مشترکی در حمایت از جمهوری آذربایجان صادر کردند مبنی بر اینکه منطقه ناگارنو-قره باغ به جمهوری آذربایجان تعلق دارد و اینکه «جمهوری اسلامی بالاترین کمک و حمایت را در طول اشغال قره باغ به جمهوری آذربایجان داشته» و «تنها راه زمینی جمهوری آذربایجان برای نخجوان، خاک جمهوری اسلامی است که ایران سخاوتمندانه آن را در اختیار دولت جمهوری آذربایجان قرار داده است». در همین تاریخ، در پی فراخوانی اینترنتی در حمایت از جمهوری آذربایجان و آنچه که "آزاد سازی قره‌باغ" و اعتراض به "حمایت ایران و روسیه از ارمنستان " نامیده شد، تجمعاتی در شهرهای تبریز، ارومیه، اردبیل، زنجان، و تهران برگزار شد. در برخی از شهرها از جمله تهران و تبریز این تجمعات با دخالت پلیس به خشونت کشیده شد. در تبریز با تجمع مردم در میدان نماز با سر دادن شعار «مرز نوردوز باید بسته بشه» خواستار بسته شدن مرز ایران-ارمنستان و خودداری حمایت ایران از ارمنستان شدند. در تبریز تجمع و تظاهرات گسترش یافت که با حمله موتورسواران ضدشورش مردم با آن‌ها درگیر شدند. در تهران نیز در میدان امام حسین تظاهرات با همین هدف برگزار شد و شعارهایی با مضامین «قره‌باغ مال ماست، مال ما خواهد ماند»، «زنده‌باد آذربایجان» و «حمایت از ارمنستان جنایت است جنایت» سر دادند. در اردبیل و زنجان مردم این شهرها در پارک جیرال و سبزه میدان تجمع کردند که با حمله نیروی ضد شورش اعتراضات به خشونت کشیده شد.
عفو بین‌الملل جمعه ۱۱ مهر ماه، از گزارش‌های مربوط به بازداشت تعدادی از فعالان ترک ابراز نگرانی کرد و از مقامات ایران خواست که هر کسی که به خاطر تجمعات اعتراضی صلح‌آمیز بازداشت شده، باید بی‌درنگ آزاد شود. خبرگزاری هرانا نیز هویت ۳۸ تن از بازداشت شدگان در شهرهای اردبیل، تبریز، ارومیه، مشکین شهر، پارس‌آباد مغان و زنجان را اعلام کرده است. تعداد بازداشت شدگان که صرفاً در تجعاتی مسالمت آمیز شرکت داشته‌اند بیشتر از این تعداد برآورد می‌شود. این بازداشت‌ها در خیابان، محل کار یا منازل این افراد صورت گرفته است، خشونت زیادی در زمان بازداشت این افراد توسط نیروهای انتظامی-امنیتی اعمال شده است که در مواردی به شکستگی دست یا بینی منجر شده است.
سید علی خامنه‌ای، رهبر جمهوری اسلامی ایران، در اولین واکنش خود به درگیری‌های جاری میان جمهوری آذربایجان و ارمنستان در قره‌باغ در ۱۳ آبان‌ماه سال ۱۳۹۹ گفت همه سرزمین‌های جمهوری آذربایجان که به‌وسیله ارمنستان تصرف شده باید آزاد شود و به آذربایجان برگردد. وی همچنین با بیان اینکه این سرزمین‌ها متعلّق به آذربایجان است و جمهوری آذربایجان برای آزادی اینها دارای حق است و بایستی آزاد بشود، اظهار داشت که البته بایستی امنیّت ارمنی‌هایی که در این سرزمین‌ها هستند محفوظ باشد و مرزهای بین‌المللی هم باید رعایت بشود.
در روز ۶ مهر ۱۳۹۹ محمدجواد ظریف، وزیر امور خارجه ایران نیز در گفتگوی تلفنی جداگانه با زهراب مناتسکانیان، همتای ارمنی و جیحون بایرامف، همتای آذری خود، ضمن اطلاع از آخرین وضعیت و شرایط میدانی و همچنین ابراز نگرانی از شرایط به‌وجود آمده، «دو طرف را به خویشتنداری، آتش‌بس و پایان فوری خصومت‌ها و همچنین آغاز مذاکره در چارچوب حقوق و قوانین بین‌المللی دعوت کرد.» سعید خطیب‌زاده، سخنگوی وزارت امور خارجه جمهوری اسلامی ایران، روز ۱۲ مهرماه، طی نشست خبری در واکنش به گزارشها پیرامون برخی تعرضات انجام شده به خاک ایران هرگونه تعرض از سوی آذربایجان و ارمنستان به خاک ایران را غیرقابل تحمل خواند و به همه طرف‌ها در این زمینه هشدار جدی داد که مراقبت‌های لازم را صورت بدهند. وی در عین حال، با تأکید دوباره بر لزوم احترام به تمامیت ارضی جمهوری آذربایجان، باکو و ایروان را به رعایت اصل عدم تعرض به غیر نظامیان، توقف درگیری‌ها و آغاز گفتگوهای جدی و زمان دار فراخواند. و در ۱۴ مهرماه، با بیان اینکه کشورش طرحی برای حل بحران قره‌باغ آماده کرده است، اظهار داشت، که ایران بر حفظ تمامیت ارضی جمهوری آذربایجان، خروج نیروها از شهرهای اشغال شده و آغاز گفتگوهای سیاسی بین دو طرف و توقف درگیری‌های نظامی تأکید دارد.
یکسال پس از جنگ، جمهوری آذربایجان و ترکیه و پاکستان رزمایش مشترکی در تاریخ ۲۱ شهریور ۱۴۰۰ انجام می‌دهند. پس از آن ایران رزمایش خیبر را در تاریخ ۹ مهر ۱۴۰۰ در منطقه انجام می‌دهد، که به فاصبه چند روز رزمایش دیگری به نام رزمایش برادری خدشه ناپذیر توسط ترکیه و جمهوری آذربایجان در منطقه نخجوان را به دنبال می‌آورد. همزمان، جمهوری آذربایجان با استقرار ایست بازرسی در مناطق به اختیار گرفته خود در در مرز ایران، از کامیون‌های ایرانی عازم ارمنستان عوارض گمرکی یا به تعبیری حق خاک، دو بار یک بار هنگام حرکت از ایران به سمت ارمنستان و بار دیگر هنگام بازگشت به سمت ایران می‌گیرد. سفیر جمهوری اسلامی ایران در جمهوری آذربایجان نسبت به حمله یه سفارت ایران در باکو در تاریخ ۸ مهر و گذاشتن سه آفتابه به رنگهای سبز، سفید، و قرمز یه رنگ پرچم ایران مقابل یکی از دیوارهای درب ورودی سفارت ایران در باکو که در شبکه‌های اجتماعی منتشر شده اعتراض می‌کند.
نگاهی سریع به نقشه منطقه نشان می‌دهد تحولات تازه سبب از دست رفتن تقریباً کامل نوار مرزی ایران با جمهوری ارمنستان شده و ایران در مرزهای شمالی خود تقریباً به‌طور کامل با جمهوری آذربایجان همسایه شده است. به نظر احسان موحدیان مدرس دانشگاه و پژوهشگر روابط بین‌الملل، در شرایطی که ایران با اتخاذ مواضع سازنده از آزادی سرزمین‌های متعلق به جمهوری آذربایجان در قفقاز دفاع کرد و بر حفظ امنیت و حقوق جمهوری ارمنستان نیز تأکید کرد، آنچه که در عمل رخ داده نشان دهنده عدم تأمین منافع ایران بود.

## اعلام رسمی تعداد تلفات
در ۱۱ نوامبر ۲۰۲۰ و پس از امضای توافقنامه خاتمه جنگ، ارمنستان به صورت رسمی شمار سربازان کشته شده خود را ۲۳۱۷ نفر اعلام کرد. این در حالی است که جمهوری آذربایجان هنوز آمار دقیقی از تلفات نظامیان خود ارائه نداده است.